# Радянська окупація України
Радя́нська окупа́ція Украї́ни — процес військового, політичного та культурного захоплення українських земель Радянським Союзом/РРФСР протягом 1917—1991 років після повалення монархії в Російській імперії, програшу УНР у радянсько-українській війні та приєднанням західноукраїнських земель до складу СРСР згідно з домовленостями 1939 року за пактом Молотова — Ріббентропа з нацистською Німеччиною. Характеризується створенням на її територіях більшовицько-радянських маріонеткових держав — РУНР, УСРР, ГСРР. Процес супроводжувався червоним терором, голодоморами, репресіями, депортаціями, розстріляним відродженням, тотальним зросійщенням тощо. 22 червня 1941 року нацистська Німеччина напала на Радянський Союз і окупувала Україну. 17 липня 1941 р. Третій Рейх створив на території України Райхскомісаріат Україна на чолі з Еріхом Кохом. У результаті вступу Червоної Армії в Україну в 1943—1944 рр. Радянський Союз відвоював усі українські території, повернувши їх до свого складу. Радянська «анексійна окупація» України тривала до серпня 1991 року, коли Україна відновила свою незалежність, ухваливши «Акт проголошення незалежності України».
Зараз в Україні в академічному і публічному дискурсах вживаються два терміни на означення радянського періоду — радянський і совіцький. Другий використовують, щоб підкреслити чужість радянської політики й культури та применшити масштаб залучення українського суспільства до проєкту Радянської України.[неавторитетне джерело] У 1992 останній президент УНР в екзилі, Микола Плав'юк передав повноваження першому президенту сучасної України Леоніду Кравчуку, підкресливши спадкоємність України від УНР.

## Передумови

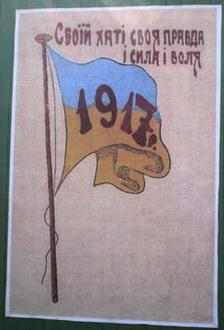
Плакат 1917 р.: «Своїй хаті своя правда і сила, і воля»

З поваленням влади імператора Миколи II у лютому 1917 року Переяславська угода між Гетьманщиною, тобто Україною, та Московією, тобто Росією, втратила чинність.
Після більшовицького перевороту 7 листопада 1917 року Українська Народна Республіка була проголошена автономною республікою в складі Російської Республіки. 22 січня 1918 року, після початку радянсько-української війни, вона була проголошена незалежною державою.

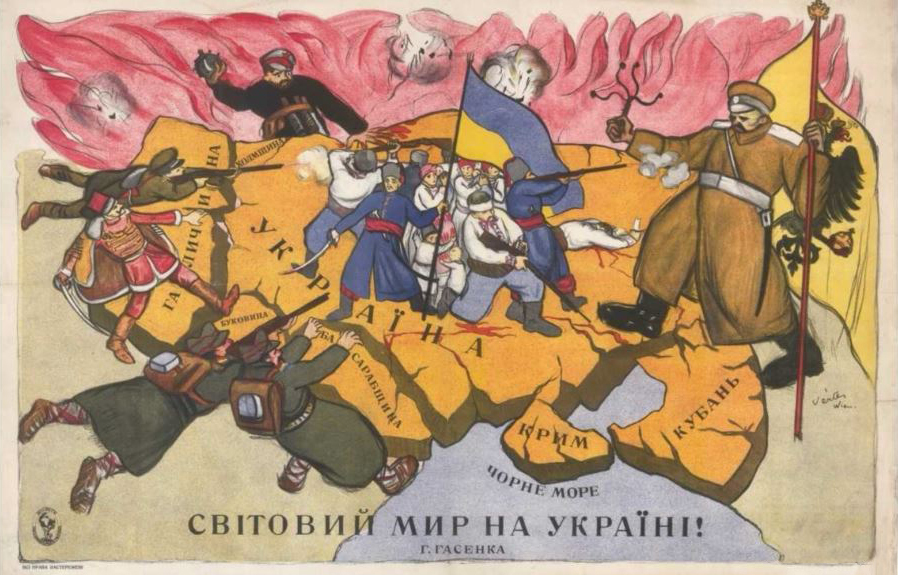
Плакат «Світовий мир на Україні!» Ґеорга Гасенка, 1919 рік.

Напередодні мирних переговорів у Бересті німецькі експерти з міжнародного права заявили, що в разі укладення мирного договору з Росією його положення застосовуватимуться і до України. Голова української делегації Всеволод Голубович це заперечив, виклавши таку аргументацію: щодо відносин України з Росією передбачалася угода в Переяславі; оскільки один з учасників укладення цього акту — династія Романових — залишилася в минулому, він втратив чинність разом із усіма зобов'язаннями України перед Росією. Німецька сторона погодилася із законністю цих тверджень, а проголошення УНР незалежною державою зміцнило її статус рівноправного учасника переговорів. Російська делегація в особі Льва Троцького також заявила, що «не бачить жодних перешкод для незалежної участі делегації УНР у мирних переговорах». Таким чином, фактично глава російської делегації визнав право українців на самовизначення.
Дипломатичні відносини були встановлені з більш ніж 20 країнами. УНР користувалася міжнародною підтримкою Центральних держав, але після їх поразки у Першій світовій війні УНР залишилася без їхньої допомоги.
29 квітня 1918 року в Україні відбувся переворот, у результаті якого до влади прийшов Павло Скоропадський, а замість УНР була сформована Українська Держава. 14 грудня 1918 року в результаті антигетьманського повстання УНР була відновлена. 22 січня 1919 року відбувся Акт Злуки між Українською Народною Республіклю і Західноукраїнською Народною Республікою.
15 липня 1919 року отаман Зелений разом зі своїми переяславськими солдатами здійснив вражаючий символічний акт і урочисто скасував рішення козацької ради про об'єднання Гетьманщини з Московським царством.

## Радянська окупація та анексія (1917—1941)

### Українська Народна Республіка

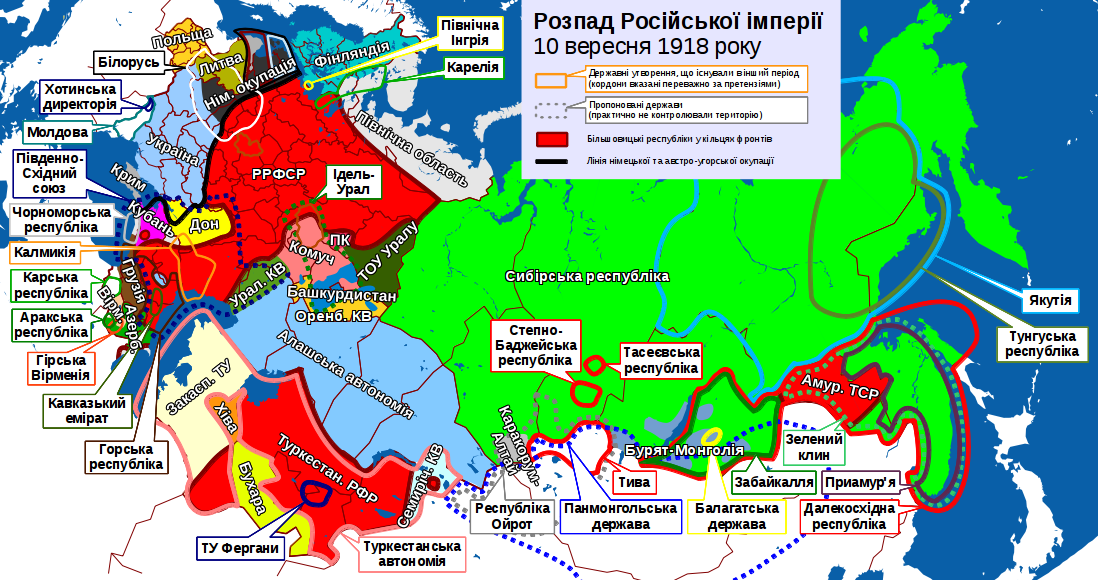
Ситуація у колишній Російській імперії у вересні 1918 року

Проголошення Української Народної Республіки викликало невдоволення більшовицького уряду Російської Соціалістичної Федеративної Радянської Республіки в Петрограді — Ради народних комісарів. У ніч з 29 листопада (11 грудня) на 30 листопада (12 грудня) 1917 року більшовики спробували підняти повстання у Києві проти Центральної Ради, але зазнали поразки. Українізовані частини роззброїли їхні загони й вислали з України. У відповідь 4 (14) грудня 1917 року офіційний Петроград висунув українському уряду ультиматум, вимагаючи припинити роззброєння і, фактично, здати владу. Одночасно з цим більшовики відкрили в Києві Всеукраїнський з'їзд рад, на якому планували заволодіти Центральною Радою шляхом переобрання її складу і керівництва. Попри тиск, 6 (19) грудня делегати з'їзду висловили підтримку чинній Центральній Раді і її курсу, проголошений III Універсалом, а 7 (20) грудня сама Центральна Рада відхилила ультиматум. Плани більшовицького керівництва були зруйновані й воно розпочало відкриту агресію проти Української Народної Республіки.
9 (22) грудня 1917 року червоногвардійські загони під командуванням Володимира Антонова-Овсієнка, надіслані російським урядом, окупували український Харків. 11 (24) грудня року більшовики відкрили у завойованому місті альтернативний Всеукраїнський з'їзд рад, що проголосив утворення Радянської Української Народної Республіки зі столицею у Харкові як автономії радянської Росії. 17 (30) грудня 1917 року керівний орган цього утворення — Центральний виконавчий комітет на чолі з Юхимом Медведєвим — видав маніфест про скинення влади Центральної Ради, скасував заборону на вивіз українського хліба до Росії, встановлену українським урядом, і офіційно закликав Раду народних комісарів на допомогу. 25 грудня 1917 (7 січня 1918) року 30-тисячна російська більшовицька армія розпочала загальний наступ на Київ.

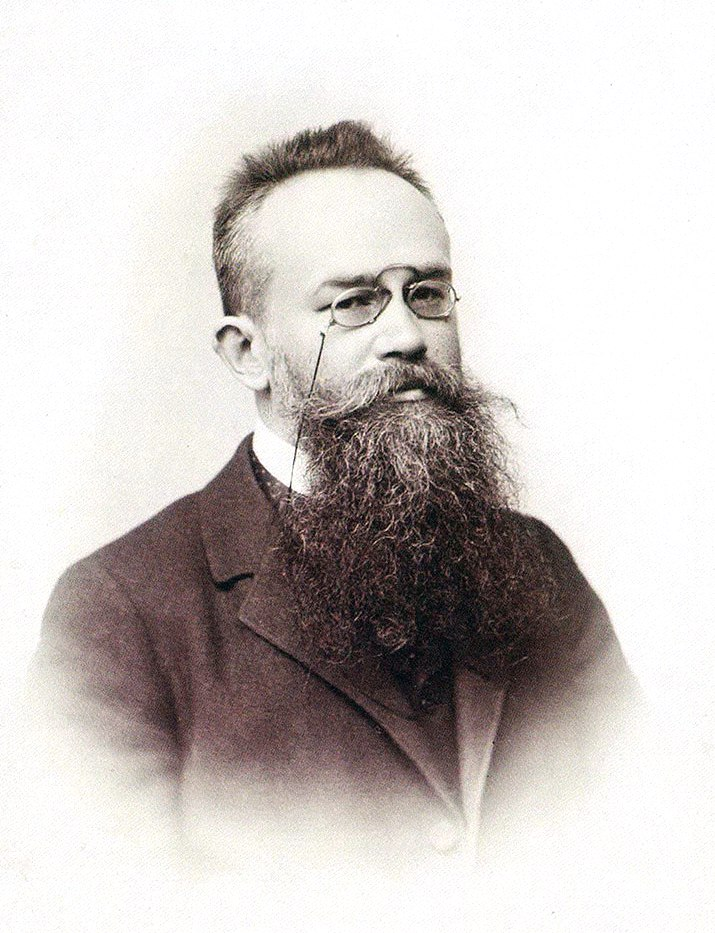
Голова Центральної Ради Михайло Грушевський

Після окупації більшовиками Харкова, 11 (24) грудня 1917 року, український уряд звернувся до міжнародної спільноти з нотою, в якій заявив, що здійснюватиме міжнародні відносини незалежно від Росії. 28 грудня 1917 (10 січня 1918) року Українська делегація, очолювана Всеволодом Голубовичем, а згодом Олександром Севрюком, приєдналася до мирних переговорів у Брест-Литовську, що велися між країнами Четверного союзу та більшовиками. Українці домагалися закінчення Першої світової війни на українській ділянці фронту. Також обговорювалося питання про входження Галичини, Буковини, Закарпаття, Холмщини й Підляшшя до складу Української Народної Республіки, або утворення з цих земель національно-територіальної автономії у складі Австро-Угорщини.
Через ворожу політику російського керівництва щодо України, 9 (22) січня 1918 року Центральна рада прийняла IV Універсал. Він проголошував незалежність Української Народної Республіки від Росії і закликав українців на боротьбу з більшовиками:
|  | Однині Українська Народна Республіка стає самостійною, ні від кого не залежною, вільною, суверенною державою українського народу...всіх громадян самостійної Української Народної Республіки кличемо непохитно стояти на сторожі добутої волі та прав нашого народу і всіма силами боронити свою долю від усіх ворогів селянсько-робітничої самостійної Республіки Української. |

14 (27) січня 1918 року в Одесі та Миколаєві спалахнули більшовицькі повстання. 16 (29) січня 1918 року відбувся бій під Крутами в якому Студентський Курінь з 300 бійців був розбитий 4-тисячним більшовицьким загоном. Незважаючи на таку перевагу, муравйовці втратили 350 вояків, після чого 50 студентів-добровольців, взятих у полон, було розстріляно. Того ж дня в Києві спалахнуло більшовицьке повстання робітників на заводі «Арсенал». 23 січня (4 лютого) 1918 року його придушили вояки куреня Січових Стрільців та Вільного Козацтва. Перед лицем більшовицької загрози 2 лютого 1918 року УЦР і її уряд перебрались з Києва до Вінниці. Наступ російських червоногвардійців з Бахмача і Лубен на Київ тривав, і 08.02 український уряд залишив столицю. 26 січня (8 лютого) 1918 року більшовицькі війська під командуванням Муравйова захопили Київ, столицю УНР. Три дні в місті тривав терор, спрямований проти антибільшовицьких сил.

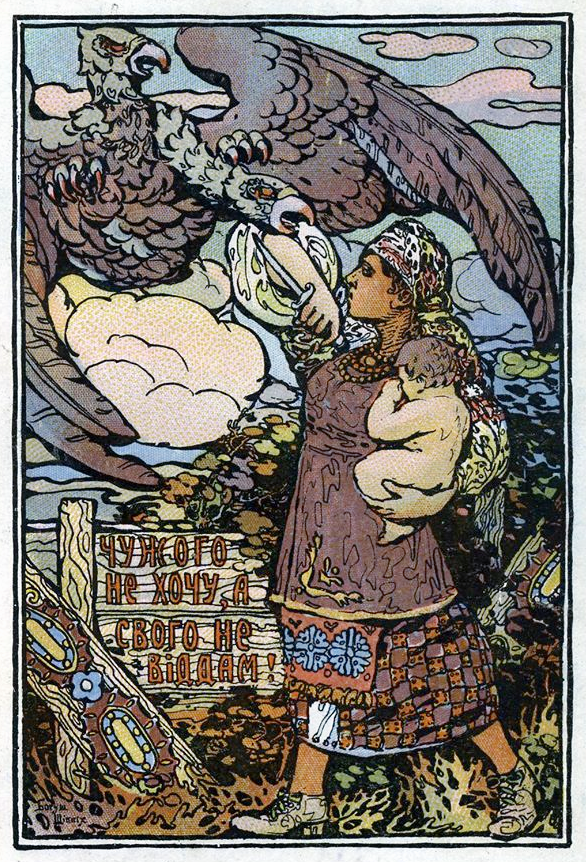
Плакат УНР: «Чужого не хочу, а свого не віддам!»

Після укладення Берестейського миру (9 лютого 1918) і домовленості з німецьким і австрійським урядами про звільнення України від більшовицької окупації, українські частини під проводом генерала К. Прісовського і С. Петлюри, разом з німецькими (з 24.02.1918) і австрійськими (з 27.02) частинами повели успішні бої на Правобережжі під Житомиром, Бердичевом, Козятином, Бучею і 01.03.1918 звільнили Київ. Вночі з 21 на 22 лютого 1918 Звенигородський кіш Юрка Тютюнника розбив переважаючі сили більшовиків на станції Бобринська.
Упродовж березня-квітня німецькі і австрійські війська звільнили Лівобережну Україну, а військові загони отамана П. Болбочана і В. Сікевича — Крим і Донеччину. Переляканий німецьким наступом, В. Ленін доручив 14.03.1918 своєму представникові в Україні С. Орджонікідзе удавано українізувати російські загони В. Антонова і Муравйова, однак і цей маневр не мав успіху. У той час бої відбувалися за залізничні вузли, а просування військових частин здійснювалося панцерниками залізничними коліями. Тим часом радянська Росія змушена була визнати умови Берестейського миру і згодом, 12.06.1918, підписала з Українською Державою прелімінарний мир.
Друга фаза радянсько-української війни розпочалася під час антигетьманського повстання, очолюваного Директорією УНР. 17 листопада 1918 у Москві створено Тимчасовий Робітничо-Селянський Уряд України, який з допомогою частин Червоної армії на чолі з В. Антоновим-Овсієнко, Й. Сталіном і В. Затонським, без оголошення війни, у грудні 1918 почав з Курська наступ на Україну. У ніч на 18 листопада 1918 з Чернігівщини повідомили про оволодіння більшовиками Глухівським повітом. 19 листопада радянські війська оволоділи Ямполем та хутором Михайлівським, стискають кільце навколо Глухова; 20 листопада — до станції Коренєво (нині Курська область РФ). 26 листопада почався наступ авангарду радянських частин у напрямку Мозир-Калинковичі. 7 грудня кордонна варта і гетьманські сили полишили Новгород-Сіверський, переїхавши до Городні.
Проти цієї агресії Директорія вислала радянському урядові ноти протесту (31.12.1918, 3, 4 і 9.1.1919). 5 січня 1919 з Москви надійшла нота народного комісара закордонних справ РСФРР Г. Чичеріна у відповідь на радіотелеграми уряду УНР від 31 грудня, 3 — 4 січня. У ній стверджувалося, що військ РСФРР в Україні нема, а проти Директорії воює армія «українського радянського уряду, який є цілком незалежний». Під час війни на окупованій ними українській території більшовики створили маріонетковий радянський уряд УСРР. Голова Ради народних комісарів РСФРР Володимир Ленін зазначав, що створення місцевих радянських урядів на окупованих територіях національних республік «забирає можливість в шовіністів України, Литви, Латвії, Естонії розглядати рух наших частин, як окупацію». Після бою за Чернігів Директорія 16.1.1919 оголосила війну радянській Росії. Впродовж грудня 1918 — січня 1919 більшовицькі війська, за співпраці деяких отаманів, зайняли Лівобережжя, а 5.2.1919 підійшли до Києва, і український уряд знову був примушений залишити столицю. У лютому 1919 більшовики повели подвійний наступ: на півночі по лінії Мозир-Коростень, Лунинець-Сарни-Рівне, намагаючись відтягти відділи Армії УНР від УГА, і на півдні з району Кременчук-Катеринослав через Знам'янку на Бірзулу-Жмеринку, з метою ізолювати українські військові частини від десанту Антанти. На цьому відтинку Армія УНР зазнала поразки, бо в певний момент отаман М. Григоріїв, незадоволений поступливістю Директорії супроти Антанти, перейшов на більшовицький бік. Третя більшовицька група повела наступ з Києва в напрямі Бердичів-Козятин-Жмеринка, щоб не допустити з'єднання між північними і південними частинами Армії УНР.
У Зимовому поході (6 грудня 1919 — 6 травня 1920) Армія УНР під проводом М. Омеляновича-Павленка оперувала в запіллі більшовиків на Єлисаветщині, з лютого 1920 за Дніпром на Золотонощині, де воювала з 14 радянською армією. Після підписання Варшавського договору (22 квітня 1920) почався польсько-український наступ на більшовиків. Польська армія і дві українські дивізії, а також армія, що повернулася з Зимового походу, почали наступ проти більшовиків. Уже 7 травня 1920 дивізія М. Безручка разом з польськими частинами увійшла до Києва (Київська операція війська польського). Однак ці початкові успіхи були перекреслені контрнаступом більшовицької армії С. Будьонного, який за червень-серпень здобув територію біля річки Збруч, і згодом зайняв велику частину Галичини і Волині та через Замостя прямував на Варшаву. Після розгрому більшовиків під Варшавою (15 вересня 1920) почався черговий наступ польсько-українських армій, які відтиснувши більшовицькі загони, дійшли на Поділлі до лінії Яруга (над Дністром) — Шаргород — Бар — Літин. Ці операції були припинені 18 жовтня 1920 р., коли польський уряд підписав запропоноване російською стороною перемир'я. Тоді Армія УНР в числі 23 000 бійців сама продовжувала боротьбу проти більшовицьких військ до 21 листопада 1920, коли під тиском переважаючих військ мусила перейти Збруч на територію польської держави, де була інтернована.
Останній збройний виступ добровольців з-поміж інтернованих у Польщі вояків УНР проти більшовиків, під командуванням генерала Ю. Тютюнника, відбувся в листопаді 1921. Завданням цього так званого Другого Зимового походу було рейдом підпілля проти більшовиків з метою скоординувати партизанські загони, дії яких мали викликати повалення радянського режиму в Україні. Організовані три групи: подільська (400 бійців), волинська (800 бійців) і бессарабська (до 300 бійців) перейшли радянський кордон і оперували на Правобережжі. Подільська група 25 жовтня перейшла через Збруч у районі Гусятина, пройшла з успішними боями Поділля і дійшла до с. Вахнівки на Київщині, звідки повернула через Волинь до польського кордону і перетнула його 29 листопада. Волинська група перетнула радянський кордон 4 листопада, 7 листопада захопила Коростень і дійшла до с. Леонівки на Київщині, але, не з'єднавшись із подільською групою, також подалася на Захід. Оточена кіннотою Г. Котовського, волинська група була розбита у бою під Малими Міньками (17 листопада), а 359 бійців, що потрапили до полону, були 21 листопада 1921 розстріляні під Базаром. 150 вояків із Волинської групи прорвались до польського кордону.
18 березня 1921 року після «дива на Віслі» і катастрофи Червоної Армії РРФСР, УСРР й Польща підписали Ризький мирний договір, згідно з яким територія України розділялася річкою Збруч. Уряд УНР не був допущений до переговорів. Незабаром уряд ЗОУНР було формально розпущено, а уряд УНР вирушив у вигнання до відновлення незалежності України, коли Президент УНР в екзилі Микола Плав'юк передав грамоту Державного Центру УНР Президентові України Леоніду Кравчуку, що Україна, проголошена 24 серпня 1991 року, є правонаступницею Української Народної Республіки.
Після невдалого завершення війни регулярними частинами армії УНР, до справи взялися партизанські загони. Ще кілька років велася, головним чином на Правобережжі, партизанська боротьба проти більшовицької влади. Командири повстанських загонів, які формально не підпорядковувалися українському військовому керівництву, яке на той час вже перебувало у екзилі, продовжували сподіватися на нове загальне військове зрушення, яке дозволить звільнити Україну з-під радянської окупації.
30 грудня 1922 року РСФРР, УСРР, БСРР і ЗСФРР уклали договір про утворення СРСР. Однак договір по суті не було ратифіковано та підписало з РСФРР.

#### Західноукраїнські землі
Детальніші відомості з цієї теми ви можете знайти в статті Радянська анексія західноукраїнських земель.

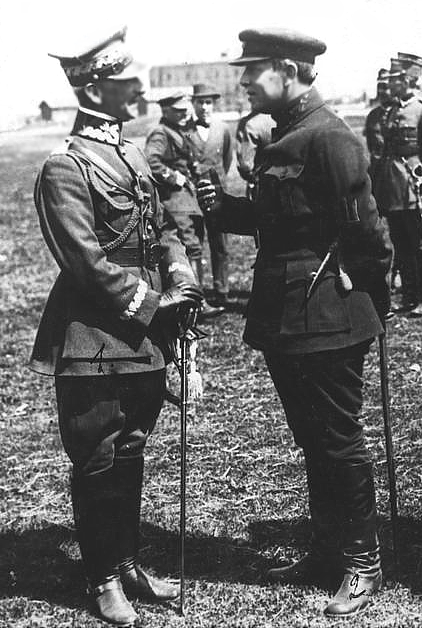
Антоній Лістовський та Симон Петлюра на більшовицькому фронті

Після розпаду Австро-Угорської Імперії керівництво РСФРР бачило Західноукраїнську Народну Республіку як можливий плацдарм для поширення комуністичної ідеології та влади далі на захід на центральну Європу. Ленін хотів, щоб Червона армія пройшла через територію західної України та Карпат до Угорщини після проголошення Угорської Радянської Республіки у квітні 1919-го. 7 травня Раднарком України надіслав відповідну ноту уряду ЗУНР, на яку західноукраїнський уряд вирішив не відповідати. Улітку, після відступу західноукраїнських військ під тиском поляків, командири галицької армії проводили таємні переговори з радянським командуванням про можливий союз проти поляків, однак безрезультатно.
Під час польсько-радянської війни 1920 року керівництво РСФРР створило Галицьку Соціалістичну Радянську Республіку як політичну структуру та плацдарм для подальшої комуністичної ексанції на Захід. Наприкінці липня Червона армія окупувала територію Галичини, а 1 серпня Галревком перебрався в Тернопіль, де ухвалив декрет № 1 «Про встановлення радянської влади в Галичині». Під вечір 15 вересня почався загальний наступ Дієвої армії УНР на лінії антибільшовицького фронту. 19 вересня до Тернополя увійшли сили 6-ї польської армії та Дієвої армії УНР, а 21 вересня відбувся постфактум розпуск Галревкому і повітревкомів. Галицька СРР була останньою з маріонетковою радянських республік, створених за межами колишньої Російської імперії.
Воєнні дії на польсько-радянському фронті були припинені після укладення 9 листопада 1920 року польським і більшовицьким керівництвом перемир'я. Проте вже наступного дня в районі Шаргорода червоноармійці підступно контратакували українські дивізії, прорив фронту у напрямку на Копайгород на праве крило, яке тримала 5-а Херсонська дивізія армії УНР, та у напрямку на Лучинець, де знаходилася 2-а Залізна дивізія та Кулеметна дивізія армії УНР. 15 листопада червоноармійці вступили в подільське містечко Літин. 18 листопада відбувся вступ сил Червоної армії до Проскурова та станції Деражня, 20 листопада — до Чорного Острова та Летичева. Після двох тижнів кровопролитних боїв через брак набоїв і військового спорядження 21 листопада були змушені відступити у Галичину. Перехід Дієвої армії УНР — до 27 тисяч вояків — через річку Збруч відбувся в районі Волочиська та села Ожигівці. Того ж дня згідно з умовами преліминарного польсько-радянського договору, польські війська залишили місто Новоград-Волинський. 22 листопада радянські частини вступили у Волочиськ.
У березні 1921 року у Ризі між Польською республікою, з одного боку, та РСФРР і УРСР з другого, підписано Ризький мирний договір 1921 року, який закріпив включення східної Галичини до складу Польської Республіки. Проте, яким чином на цих переговорах репрезентували інтереси України члени радянської делегації невідомо, адже зміст трактату українською мовою мусив складати представник польської делегації Леон Василевський. Що цікаво, 12 вересня у відповідь на запит міністра закордонних справ Польської республіки про участь делегації УНР у роботі Ризької конференції нарком закордонних справ РСФРР відповів:
|  | «Української демократичної республіки взагалі не існує, оскільки Україна є незалежною радянською Республікою, союзною з Росією, і бере разом із нею участь у переговорах в Мінську і Ризі» |

16 вересня уряд УНР опублікував свою ноту протесту з приводу заяви наркома закордонних справ РСФРР від 12 вересня щодо УНР.

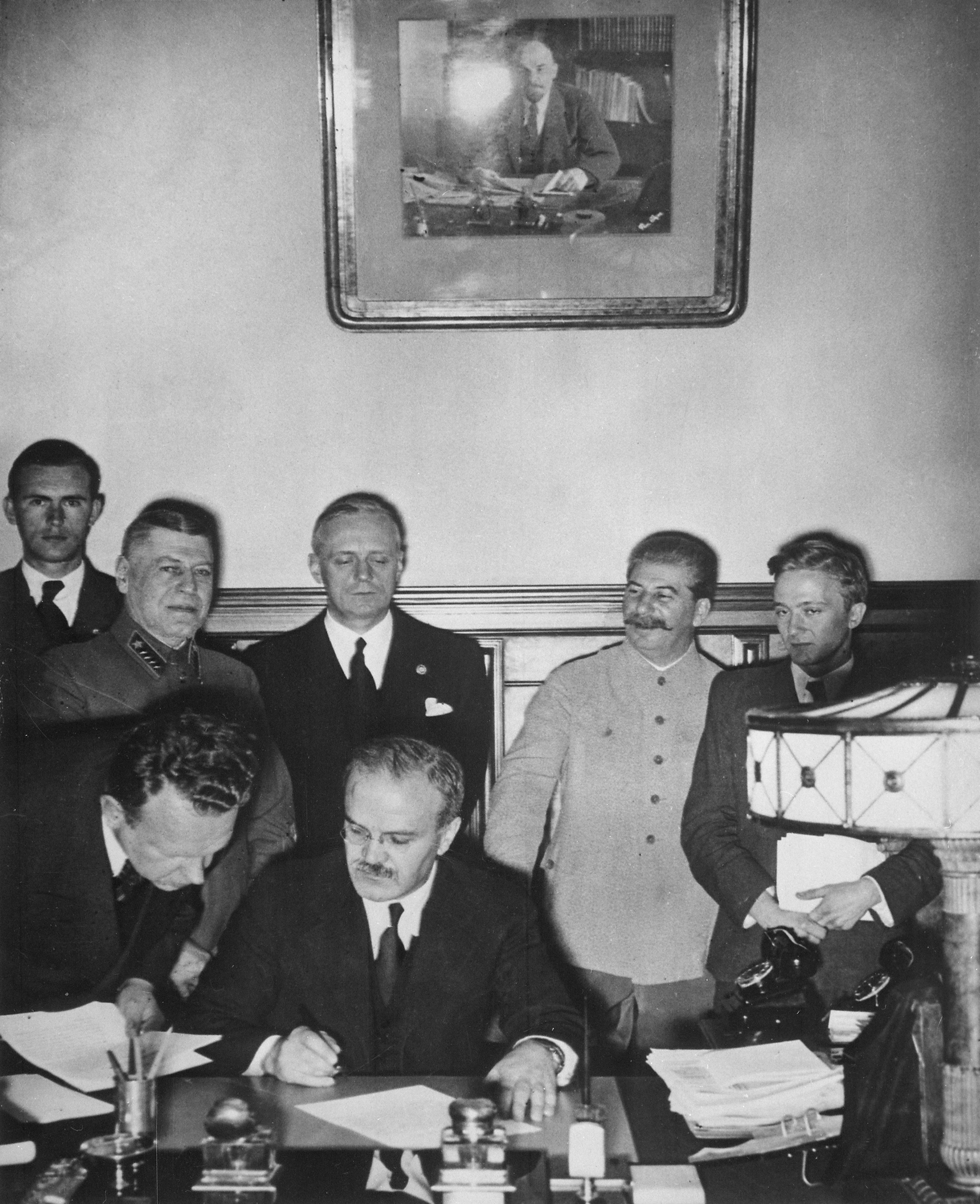
Молотов підписує німецько-радянський пакт про ненапад

17 вересня 1939 року перетнули польський державний кордон на підставі секретного пункту пакту Молотова-Ріббентропа між Радянським Союзом та нацистською Німеччиною, окупувавши українські території з метою нібито «захистити» українську і білоруську меншини в час розпаду польської держави. Відразу після перетину радянсько-польського кордону військові політичні органами розгорнули активну пропагандистську кампанія. Місцеві політичні, інтелектуальні та творчі еліти відносилися до приходу «совітів» насторожено. Народні Збори одноголосно проголосували подякувати Сталіну за визволення і направили делегацію на чолі з Студинським до Москви (бо саме там, в Кремлі, а аж ніяк не в Києві фактично вирішувалась подальша доля Західної України), щоб попросити офіційного включення територій до складу УРСР. Верховна Рада СРСР проголосувала за це рішення 1 листопада 1939 року, коли V Позачерговою сесією Верховної Ради СРСР прийнято Закон СРСР «Про включення Західної України до складу Союзу РСР із возз'єднанням її з Українською РСР».
Цей державний акт викликав неоднозначну реакцію навіть серед червоноармійців. Ось як під час політзаняття, на розповідь армійського агітатора про плач від щастя одного селянина з Західної України, після прийняття цього закону, відреагував боєць 170-го стрілецького полку 58-ї дивізії Українського фронту Расевич:
|  | Це вони плачуть одним оком, проте коли їх радянська влада притисне, плакатимуть обома |

Лише через півмісяця, 15 листопада, в Києві був прийнятий свій закон, який вслід за Москвою підтвердив це включення: третя Позачергова сесія Верховної Ради УРСР постановила: «Прийняти Західну Україну до складу Української Радянської Соціалістичної Республіки і возз'єднати тим самим великий український народ в єдиній українській державі». Землі, захоплені СРСР у Польщі, були адміністративно реорганізовані в шість областей за аналогією з рештою Радянського Союзу (Дрогобицька, Львівська, Рівненська, Станіславська, Тернопільська та Волинська область). Цивільну адміністрацію в регіонах, анексованих від Польщі, було організовано в грудні 1939 року й сформовано в основному з вихідців зі Росії, і лише 20 % державних службовців походило з місцевого населення. Після початку вторгнення СРСР до Польщі більш ніж 30 тисяч українців з числа інтелігенції та активістів національної справи різними способами спішно покинули Галичину, знайшовши притулок на західній окраїні етнічних українських земель в Польщі (Закерзоння), що опинилися на другому боці нового радянсько-німецького кордону в рамках Генерального Губернаторства.
Починаючи з квітня 1940 року радянська влада на приєднаних територіях стала поширювати свої репресивні заходи стосовно всього українського населення, їхньої культури та релігії.

#### Бессарабія та Буковина

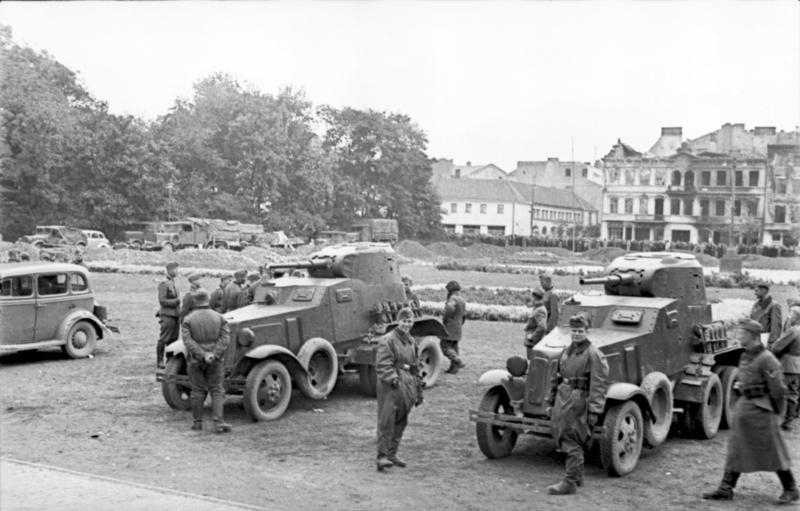
Військовослужбовці Червоної армії та вермахту в Любліні, 3 жовтня 1939 року.

26 червня 1940 року радянський народний комісар закордонних справ В'ячеслав Молотов вручив посланнику Румунії в Москві Георге Давідеску ноту радянського уряду, в якій Радянський Союз в ультимативній формі вимагав: повернути Бессарабію та північну частину Буковини Радянському Союзу. Румунія, щоб уникнути повномасштабного військового конфлікту, швидко погодилася піти з цих територій. Попри те, що причиною румунського походу радянська пропаганда називала захист чисельної української громади, по зайнятті теренів політика змінилась. Йшлося вже не про приєднання земель і мешканців до УРСР та його населення, а про повернення території «матері-вітчизні СРСР», одночасно до числа «єдинокровних братів». 2 серпня 1940 року рішенням Верховної Ради СРСР ці території увійшли до складу Радянського Союзу: Північна Буковина, Південна Бессарабія та регіон Герца ввійшли до складу УРСР. Після нацистської окупації Третім Рейхом усі ці регіони знову було окуповано Червоною Армією і реінтегровано в УРСР в 1944 році.

#### Крим

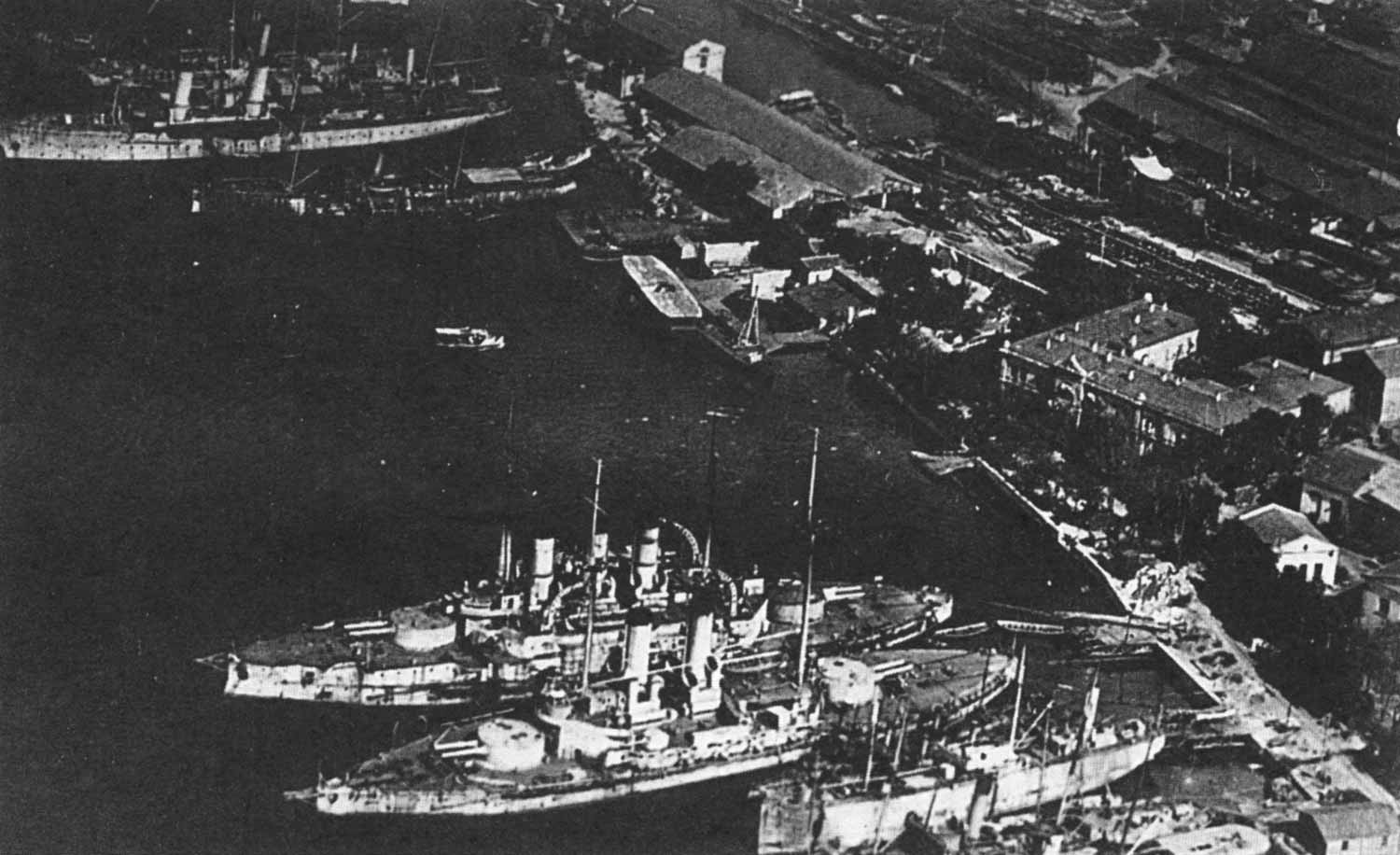
Українські військові кораблі в порту Севастополя, 1918 рік

Громадянська війна на території Криму почалася на початку 1918 року — бойові зіткнення між військами СНП (основними збройними силами якого були створені ще при Тимчасовому уряду національні частини з кримських татар) та більшовизовані частинами відбувалися в Ялті, Євпаторії, Сімферополі, інших кримських містах. До середини січня 1918 військові дії, що носили яскраве національне забарвлення (росіяни, прихильники рад, проти татар, прихильники крайового уряду,) йшли вже на всьому півострові.
У січні 1918 року Чорноморський флот і найбільше місто Криму — Севастополь — перебували під контролем більшовиків. За прикладом Севастополя більшовики почали утворювати Військово-революційні комітети (ВРК) по всьому Криму. За таємним усним наказом уряду й Міністерства військових справ УНР 10 квітня 1918 року Україна почала Кримську операцію. Генералові Олександру Натієву належало виділити з корпусу окрему групу, забезпечену всіма видами зброї на правах дивізії під командуванням полковника Болбочана. Увечері 22 квітня 1918 року Кримська група з боєм захопила місто Джанкой — першу вузлову станцію в Криму, що дало їй можливости для розгортання подальшого наступу. Тут зосередились усі сили похідної групи і почали трьома частинами просуватися далі: перша частина, що складалася з піхоти, автопанцирників та артилерії просувалася східним боком залізниці за маршрутом Джанкой-Сімферополь, друга частина (Гордієнківський полк та кінно-гірська гарматна дивізія) рушила у напрямку Євпаторії, а третя частина вирушила на Теодосію. Головні сили групи Болбочана були скеровані на Сімферополь, який був захоплений майже без опору ранком 24 квітня 1918 року. Приблизно у той самий час Гордієнківський полк захопив Бахчисарай.
26 квітня 1918 року 15-та німецька дивізія з наказу генерала фон Коша оточила всі місця дислокації українських військ та головні стратегічні пункти Сімферополя. Полковнику Петру Болбочану оголошено ультиматум негайно скласти зброю, залишити все військове майно і виїхати з міста й території Криму під охороною німецького конвою на правах інтернованих, розпустивши при цьому добровольчі загони. Пояснюючи причину своїх вимог, генерал фон Кош заявляв, що згідно з умовами Берестейської угоди Крим не належить до території України і для перебування українського війська на цій землі немає жодних підстав.
27 квітня 1918 року міністр військових справ УНР Олександр Жуківський телефоном віддав наказ про негайний відхід Запорізької дивізії з Криму, який оголошено в присутності генерала фон Коша. Отаманові Олександру Натієву висловили незадоволення тим, що він залишив групу, яка здійснювала військову операцію в Донбасі, а генералові фон Кошу повідомлено, що попередня заява уряду УНР, яка стверджувала, що в Тавриді немає українських військових частин, «була просто непорозумінням». Як наслідок, кримське угруповання української армії, якому загрожувало роззброєння німцями, було виведене з Тавриди й розташоване поблизу Олександрівська.
Після укладення перемир'я з Польщею на польському фронті радянський уряд перегрупував свої армії та зосередився на захоплені Криму. 21 вересня 1920 був утворений Південний фронт під командуванням М. В. Фрунзе, якому було поставлено завдання «не допустити нової зимової кампанії». 11 листопада 1920, коли білі були вибиті і з Ішуньських позицій, Головнокомандувач та Правитель Півдня Росії П. Н. Врангель видав наказ про евакуацію. 13 листопада 1920 частини 2-ї Кінної армії увійшли до Сімферополя, до 17 листопада 1920 всі кримські міста були під владою більшовиків.

### Червоний терор
Детальніші відомості з цієї теми ви можете знайти в статті Червоний терор.

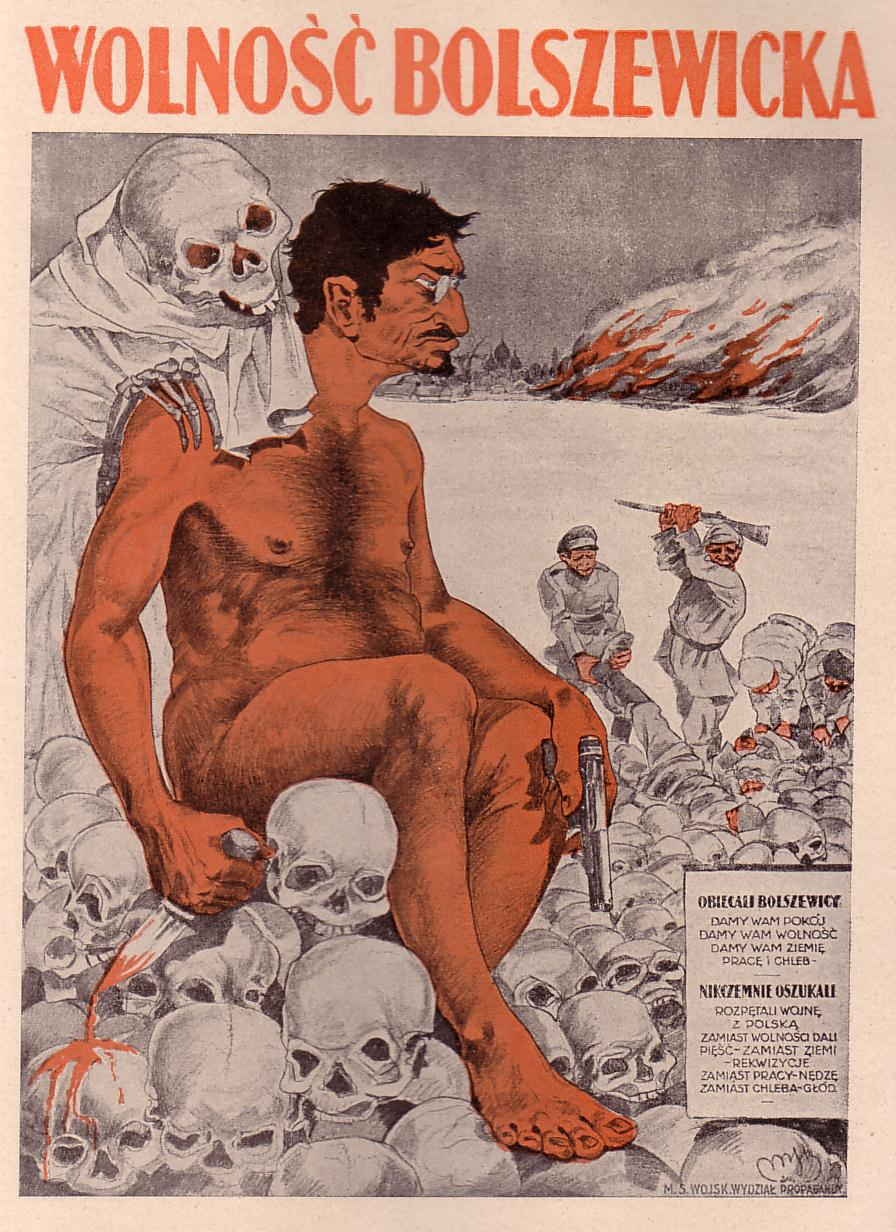
«Більшовицька свобода» — польський плакат з карикатурою на Лева Троцького.

В Україні червоний терор розпочався у січні 1918 року із вторгненням червоногвардійських загонів Муравйова, який під час і після штурму Києва влаштував у Києві різанину. За різними підрахунками жертвами різанини стали від 2 до 3 тисяч осіб. З цього моменту насильство і терор стали основними методами утвердження тут Радянської влади. За висловом В. Г. Короленка, арешти і позасудові розстріли політичних опонентів під приводом боротьби з контрреволюціонерами тут стали звичним, «побутовим явищем» радянської дійсности.
Дії червоногвардійців в Україні відрізнялися особливою жорстокістю. Наприклад, Харківське ЧК використовувало скальпування і «знімання рукавичок з кистей рук», в Полтаві і Кременчуці священнослужителів саджали на кіл. У Катеринославі застосовували розп'яття й побивання каміннями, в Одесі офіцерів прив'язували ланцюгами до дощок, вставляючи в топлення й смажачи, або розривали навпіл колесами лебідок, або опускали по черзі в казан з окропом й у море.
Чисельною є група матеріалів преси про діяльність ВНК або Червоний терор більшовиків в Україні 1919 р. Про розстріли в Києві, Харкові, Вінниці, Житомирі та інших містах України, про жертви «чрезвичайки», як називали цю комісію в народі, свідчили майже всі періодичні видання в Україні. Єврейські погроми в Україні були явищем, повз яке не могла пройти жодна газета. Жертвами більшовицького терору в Києві, Одесі та інших містах стали: ректор Української академії мистецтва Олександр Мурашко, письменник Дмитро Маркович, поет Григорій Чупринка, композитор Микола Леонтович, актор і письменник Олелько Островський й тисячі інших, про що писала газета «Рідне слово» в статті «Жертви „чрезвичайки“ серед українців».
Інші газети наводять факти діяльності ВНК в Україні за даними Головної ліквідаційно-слідчої комісії, яка була створена при Уряді Директорії в 1919 році. Так, в замітках «Жертви більшовизму» та «Розкопки могил розстріляних більшовиками» газета «Громадянин» вказувала, що «за приблизними підрахунками у Вінниці більшовицькою „чрезвичайкою“ було розстріляно до 3 тис. чол.». Про розстріли в Києві та постанови Київської губернської «чрезвичайки» інформує також газета «Трудова громада» та інші видання.
Серед жертв червоного терору кінця чимало відомих діячів. 23 січня 1921 року агентом ВНК був вбитий український композитор Микола Леонтович, а у серпні 1921 російський поет Микола Гумільов. Три тижні під арештом ЧК знаходився російський вчений Костянтин Ціолковський.
у 1929 р. почався сфабрикований процес проти вигаданої «Спілки Визволення України». У належності до таємної націоналістичної організації під назвою «Спілка визволення України» (СВУ) було звинувачено 45 провідних учених, письменників та інших представників інтелігенції, включаючи Сергія Єфремова, Володимира Чехівського, Андрія Ніковського, Йосипа Гермайзе, Михайла Слабченка, Григорія Голоскевича та Людмилу Старицьку-Черняхівську. «Виявленій» організації приписувалася мета: за допомогою чужоземних держав, емігрантських сил, підбурювання селянства проти колективізації, вбивства Сталіна та його соратників, відокремити Україну від СРСР.

### Депортації українців
Детальніші відомості з цієї теми ви можете знайти в статті Депортації українців у часи СРСР.
У 1925—1928 роках провадила роботу так звана тристороння комісія УРСР, БРСР та РРФСР щодо перерозподілу кордонів, і як наслідок роботи тієї комісії та розподілу кордонів з українських земель Стародубщині, Білгородщини, Орловщини, Дону були депортовані на Зелений, Малиновий та Сірий Клин сотні тисяч українців.
1930 року СРСР розпочав зачистку західних кордонів — і знову депортації українців. Так звана «куркульська» висилка 1930-36 рр. забрала знову десятки тисяч українців.
Із захопленням Радянським Союзом Західної України, Західної Білорусі та країн Балтії у 1939—1940 роках, депортації торкнулись і народів, що мешкали на цих землях.
Уже восени 1939 р. перша хвиля депортації охопила польських осадників, які виселялися разом із сім'ями. Протягом грудня 1939 — березня 1940 рр. із Західної України та Західної Білорусі було депортовано понад 137 тисяч осіб. Їх виселяли в північно-східні області РРФСР, Комі АРСР і Казахстану.
Друга хвиля депортації прокотилась у квітні 1940 р., коли було вивезено заможних селян — «куркулів» (до 6 тис. сімей із Західної України та Західної Білорусі). Всього із Західної України в 1939—1940 рр. було вислано до Сибіру, Поволжя, Казахстану та на Північ, за різними підрахунками, від 10 до 20 % населення. Чимало невинних людей, яких німецько-радянська війна застала в місцевих тюрмах, було знищено.
На Західній Україні у червні 1941 року органи НКВС провели чергову, вже четверту за два роки депортацію із Західної України, якою було охоплено понад 300 тисяч осіб.
У Північній Буковині депортації проходили у два етапи — перший відбувся 23 травня, другий — 13 червня 1941 року. У травні вивозили в основному так званих зрадників Батьківщини, засуджених Особливою нарадою при НКВС СРСР. До цієї категорії належали ті, хто прагнув виїхати за кордон чи робив спроби перейти кордон нелегально, а також члени ОУН. Депортації підлягала 181 буковинська родина (306 дорослих осіб і 210 неповнолітніх). У 36 вагонах їх направили у Кіровську область, Красноярський край та Комі АРСР. У червні до «зрадників батьківщини», згідно з постановою об'єднаного засідання бюро Чернівецького обкому КП(б)У та обвликонкому від 8 червня 1941 року, доєднали «поміщиків, фабрикантів, активних діячів контрреволюційних партій, великих торговців». В результаті червневої акції з Буковини було виселено 2279 родин — 7116 осіб, ще 604 особи було заарештовано.

### Голодомор 1921—1923рр.
Детальніші відомості з цієї теми ви можете знайти в статті Голодомор в Україні (1921—1923).
Під час інтервенції Росії 1919 року по селах був розпочатий грабунок селян, а забране збіжжя та худоба вивозились до Росії. О. Шліхтер, на той час більшовицький комісар, писав, що з України було забрано 8,5 мільйона пудів хліба замість 50 (на які більшовики сподівались). На цьому політичному і насильницькому фоні державного тероризму і розвинувся голод. Його поширенню сприяли також посуха і неврожай, що 1921 року охопили найважливіші зернові регіони Росії — Поволжя, Північний Кавказ, а в Україні її південні степові райони. На півдні України восени 1920, взимку і весною 1921 випало лише 3/4 звичайної норми опадів. Катастрофічне становище було у Катеринославщині, Донеччині, Запоріжжі, Одещині, Миколаївщині і Харківщині. За рахунок північних і правобережних районів, які менше постраждали від неврожаю в Україні було зібрано 300 млн пудів зернових або 30 % врожаю 1916 р.
Про голод в Україні почав заявляти на весь світ уряд УНР в екзилі вже восени 1921 року. Так, у вересні 1921 року повноважний представник УНР Олександр Шульгин звернувся з проханням про допомогу голодуючому українському населенню до Нансена, а через місяць це питання місія УНР порушила в Парижі. На жаль, тоді західний світ так і не перейнявся трагедією українського селянства. І на початку січня 1922 року кількість голодуючих тут сягнула 1 890 000 осіб, у березні — 3 250 000, в червні — 4 103 000. За доповіддю представника Комітету Нансена, акредитованого у Женеві, на півдні України взимку 1922 року голодували 8 000 000 селян. Представник допоміжної організації Нансена капітан В. Квіслінг, очевидець того голоду, засвідчив у своїй телеграмі в лютому 1922 року, що «в Україні близько 7 мільйонів людей вмирають з голоду в усьому страшному розумінні цих слів». Це, до речі, підкреслював Квіслінг, без інших українських територій, до яких він відносив, у першу чергу, Кубань.
12 травня 1921 р. Ленін підписав телеграму РНК УСРР до Харкова — з вимогою вжити заходів для відправки впродовж травня 1921 не менше 1 мільйона пудів хліба в центральні губернії РСФРР.
6 серпня 1921 р. В. І. Ленін обмінявся телефонограмами з наркомом продовольства УСРР М. Владіміровим у Харкові. Надано вказівку про продаж солі виключно в обмін на хліб і тільки тим селянам, які внесли не менше 1/4 продподатку. 9 серпня РНК УСРР прийняла постанову «Про порядок провозу продуктів по залізницях і водних шляхах», зазначалося, що до складу дозволених до провозу пасажирами 3 пудів продуктів, могли входити: не більше 10 фунтів солі та 5 фунтів цукру.
20 вересня 1921 р. Політбюро ЦК КП(б)У ухвалило план вивозу продовольства для РСФРР у розмірі 57 мільйонів пудів із застереженням, що через два місяці планове завдання мало бути збільшеним. 23 вересня, не маючи важелів впливу на реальний стан справ, РНК УСРР прийняла постанову про оголошення частини України територією державних заготівель по товарообміну та оголосити Чернігівську, Подільську, Полтавську, Київську та Кременчуцьку губернії територією державних заготівель на хліб, збіжжя-фураж та олійне насіння.
Політбюро ЦК КП(б)У ухвалює спеціальне рішення про забезпечення пайками комуністів у голодуючих губерніях. І кошти для цього виділяються з державного бюджету, в який уже оприходувано й цінності з пограбованих церков за підказкою з ЦК. Некомуністам з голодуючих регіонів допомога не надавалася. В той же час керівники компартії організовують для себе санаторії в Німеччині та рахунки в швейцарських банках. 7 чи 8 жовтня 1921 р. Ленін підписав проєкти постанов і постанови Ради праці та оборони від 7 жовтня 1921 про вивіз 57 млн пудів хліба з УСРР. 12 жовтня 1921 р. Політбюро ЦК КП(б)У поширило на територію УСРР всі постанови ЦК РКП(б) про розстріли. 11 листопада 1921 р. в Запорізькій губернії проведено облік голодуючих, за попередніми даними, голодували близько 175 тисяч осіб, населення харчувалося сурогатами, переважно макухою; найбільше постраждали від голоду 7 волостей Запорізького повіту, 5 Мелітопольського, 2 Гуляйпільського. 19 грудня органи влади звітували, що у Верхньодніпровському повіті Одеської губернії голодувало до 35 тис. осіб, а в 11 повітах Катеринославської губернії голодували близько 75 % населення.
7 жовтня 1922 р. в Харкові комісія, відряджена ВУЦВК для обстеження становища у голодуючих місцевостях (голова В. Єрмощенко): становище у голодуючих місцевостях, окрім Одеського повіту, буде скрутнішим, ніж у минулому році. На середину жовтня 1922 р в Катеринославській губернії голодували 200 тисяч осіб, з них — 96 тисяч дітей, 40 тис. селянських господарств потребували насіннєвої допомоги. Чотири повіти благали на негайну допомогу. По спецдонесенню на 15 листопада 1922 року в Донецькій губернії голодували 500 тисяч осіб, з них чверть у Маріупольському повіті, американська адміністрація допомоги працювала виключно у Маріупольському повіті, де годувала 11 тис. дітей; за даними губернської комісії допомоги голодуючим, на голодну смерть була приречена половина голодуючих.

3 січня 1923 року за пропозицією народного комісара закордонних справ СРСР Чичеріна уряд СРСР запропонував радянській пресі та газетам, що одержували субсидії від уряду СРСР, тимчасово, до припинення Лозаннської конференції й повернення Чичеріна з-за кордону, утриматися від публікації звісток про голод на півдні України, Північному Кавказі й у Криму. Протягом багатьох десятиліть у радянських шкільних підручниках стверджувалося, що на початку 20-х років голод охопив лише райони Поволжя. Так оголошувалося тоді і перед західним світом, звідки Ленін і його соратники просили продовольчої допомоги саме в названий регіон. Про те, що такий же голод охопив усю Південну Україну, звідки масово вивозився хліб на Північ Росії і на експорт, Москва мовчала.

Морг. Тіла дітей, які загинули від Голодомору. Миколаївський район Миколаївської області. 1922 р.
Діти - жертви Голодомору. Харківська область. 1923 р.
Діти - жертви Голодомору. Харківська область. 1923 р.

### Голодомор 1932—1933рр.
Детальніші відомості з цієї теми ви можете знайти в статті Голодомор в Україні (1932—1933).

Жертви голоду на вулицях Харкова — столиці УСРР, 1933. Автор фото — Александр Вінербергер

З відомих на наш час документів (зокрема) випливає висновок про свідому організацію керівництвом Радянської Росії (пізніше — СРСР) винищення голодом саме українців. Голод організовувався на всіх їхніх етнічних землях, а не лише в межах УСРР. Організаційні дії та відкритий грабунок селян, який спричинював голод серед селянства, із застосуванням війська, розпочалися не пізніше 1920 року, із часу, коли Україна була, як зараз відверто пишуть, — «завоевана Красной армией в 1920». І першими організаторами й керівниками цих дій були В. Ульянов-Ленін і Л. Троцький.
19 квітня 1932 року Політбюро ЦК ВКП(б) прийняло постанову «про насіннєву позику Україні». Як виняток, позика відпускалась безвідсотково, але з «централізованих ресурсів всередині України». Держава забрала зерно, а потім дозволила використати зерно, зібране в Українській СРР, для потреб Української СРР, не залучаючи зовнішні ресурси. Аж 12 тис. тонн і лише 3 тис. тонн для продовольчої допомоги колгоспникам. 7 серпня 1932 року з'явилася постанова ВЦВК і РНК СРСР «Про охорону майна державних підприємств, колгоспів і кооперативів та про зміцнення суспільної (соціалістичної) власности», відома під назвою «Закон про п'ять колосків». Розкрадання майна колгоспів каралося розстрілом, за «пом'якшуючих обставин» — позбавленням волі на строк не менше 10 років. «Законом про п'ять колосків» фактично людям було заборонено володіння їжею. Станом на 14 вересня після прийняття закону від 7 серпня (Закон про п'ять колосків) Наркомюст УСРР у доповідній записці констатував про 250 вироків на розстріли.
1 грудня Раднарком УСРР заборонив торгувати картоплею у районах, які не виконують зобов'язань по контрактації і перевірці наявних фондів картоплі у колгоспах. 3 грудня у ряді районів заборонено торгувати м'ясом і тваринами. Із 6 грудня ці райони, а також окремі села, почали заноситися на «Чорні дошки». Згодом села абсолютно ізолювалися від зовнішнього світу. 11 грудня керівництву УСРР надходить шифрограма В. Молотова і Й. Сталіна з вимогою «негайно судити і дати п'ять, краще десять років тюремного ув'язнення» за невиконання хлібозаготівельних планів колгоспами та селянами.
16 січня 1933 року Політбюро ЦК ВКП(б) затвердило остаточний план хлібозаготівель для України — 260 мільйонів пудів без мірчука, котрий підлягав «безумовному і повному виконанню» та «за будь-яку ціну». Після запровадження всіх цих заходів і обмежень, вже на початок 1933 року більшість селян України залишилися без їжі.
22 січня 1933 року. Директива ЦК ВКП(б) і РНК СРСР «Про запобігання масового виїзду селян, які голодують»: заборонявся виїзд за межі території Радянської України та Кубані.
Навесні 1933 року селян привчали працювати в громадському господарстві шляхом організації харчувальних пунктів на польових станах. Для цього держава виділила частину раніше відібраного зерна. З метою налагодження життя у враженому голодомором селі були організовані надзвичайні органи компартійної диктатури — політвідділи МТС і радгоспів. У СРСР сам факт масових смертей від голоду замовчувався комуністичним режимом і навіть старанно приховувався. Кремлівське керівництво заборонило державним органам та закладам фіксувати в документах справжню причину смерті людей від голоду.
27 вересня 1933 року представник Уряду УНР в еміграції Олександр Шульгин звернувся до 14-ї Асамблеї Ліги Націй з листом, у якому приверталася увага світової спільноти до голоду в Україні. На знак протесту проти дій уряду СРСР та щоб привернути увагу світової громадськости до трагедії України, ОУН організувала замах на консула СРСР у Львові. Виконати вирок ОУН зголосився 19-річний гімназист Микола Лемик. 21 жовтня (22 жовтня) 1933 року він застрелив начальника канцелярії консулату СРСР у Львові Олексія Майлова (емісара ГПУ, особистого представника Й. Сталіна). Негайний суд у Львові, який відбувся в жовтні-листопаді 1933 року, засудив Лемика до смертної кари. Через деякий час смертну кару замінили на довічне ув'язнення. Керівництво ВКП(б) та уряд СРСР відхиляли будь-яку допомогу з-за кордону голодуючим в Україні. На звернення Української торговельно-кредитної організації Галичини «Центроспілка» до радянського консула у Львові з пропозицією дозволити відправити голодуючим Радянської України один мільйон центнерів зерна, за кілька днів із Москви надійшла категорична відмова.
Під час проведення міжнародної науково-практичної конференції «Голодомор 1932—1933 років: втрати української нації», яка пройшла 4 жовтня 2016 року в Київському національному університеті імені Тараса Шевченка конференція вирішила вважати науково встановленими на сьогодні втрати від Голодомору-геноциду 1932—1933 років щонайменше 7 мільйонів — в УСРР і 3 мільйони — за межами УСРР: на Кубані, в Центрально-Чорноземній області, Поволжі та Казахстані.

### Розстріляне відродження

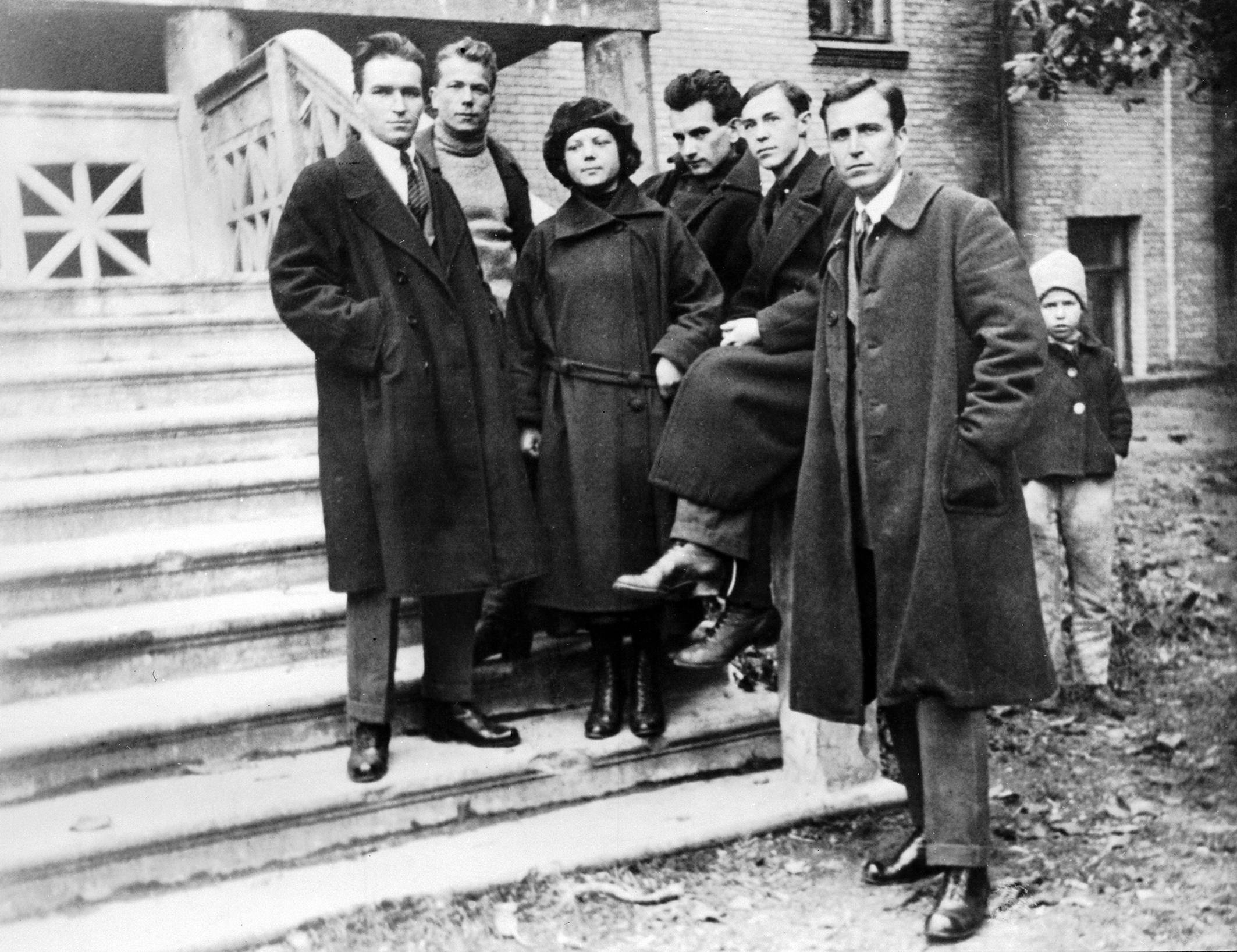
Члени літературного об'єднання «Ланка». Зліва направо: Борис Антоненко-Давидович, Григорій Косинка, Марія Галич, Євген Плужник, Валер'ян Підмогильний, Тодось Осьмачка. 1925 рік.

12-13 травня 1933 року розпочався Червоний ренесанс, коли відбулися арешт Михайла Ялового і самогубство Миколи Хвильового, у недоброї пам'яті харківському будинку «Слово». Кульмінацією дій радянського репресивного режиму стали масові розстріли «контрреволюціонерів», вчинені напередодні 20-річчя жовтневого перевороту. Так, 3 листопада 1937 року в урочищі Сандармох (Карелія) за рішенням трійки було страчено велику групу в'язнів Соловецької тюрми. У списку «українських буржуазних націоналістів», розстріляних 3 листопада, були Лесь Курбас, Микола Куліш, Матвій Яворський, Володимир Чеховський, Валер'ян Підмогильний, Павло Филипович, Валер'ян Поліщук, Григорій Епік, Мирослав Ірчан, Марко Вороний, Михайло Козоріс, Олекса Слісаренко, Михайло Яловий та інші. Загалом в один день за рішенням несудових органів було страчено десятки представників української інтелігенції — цвіту української нації.
Не відомі точні дані щодо кількости репресованих українських інтелігентів у часи сталінських репресій періоду Розстріляного відродження. За деякими даними, це число сягало 30 000 осіб.

### Гоніння релігій

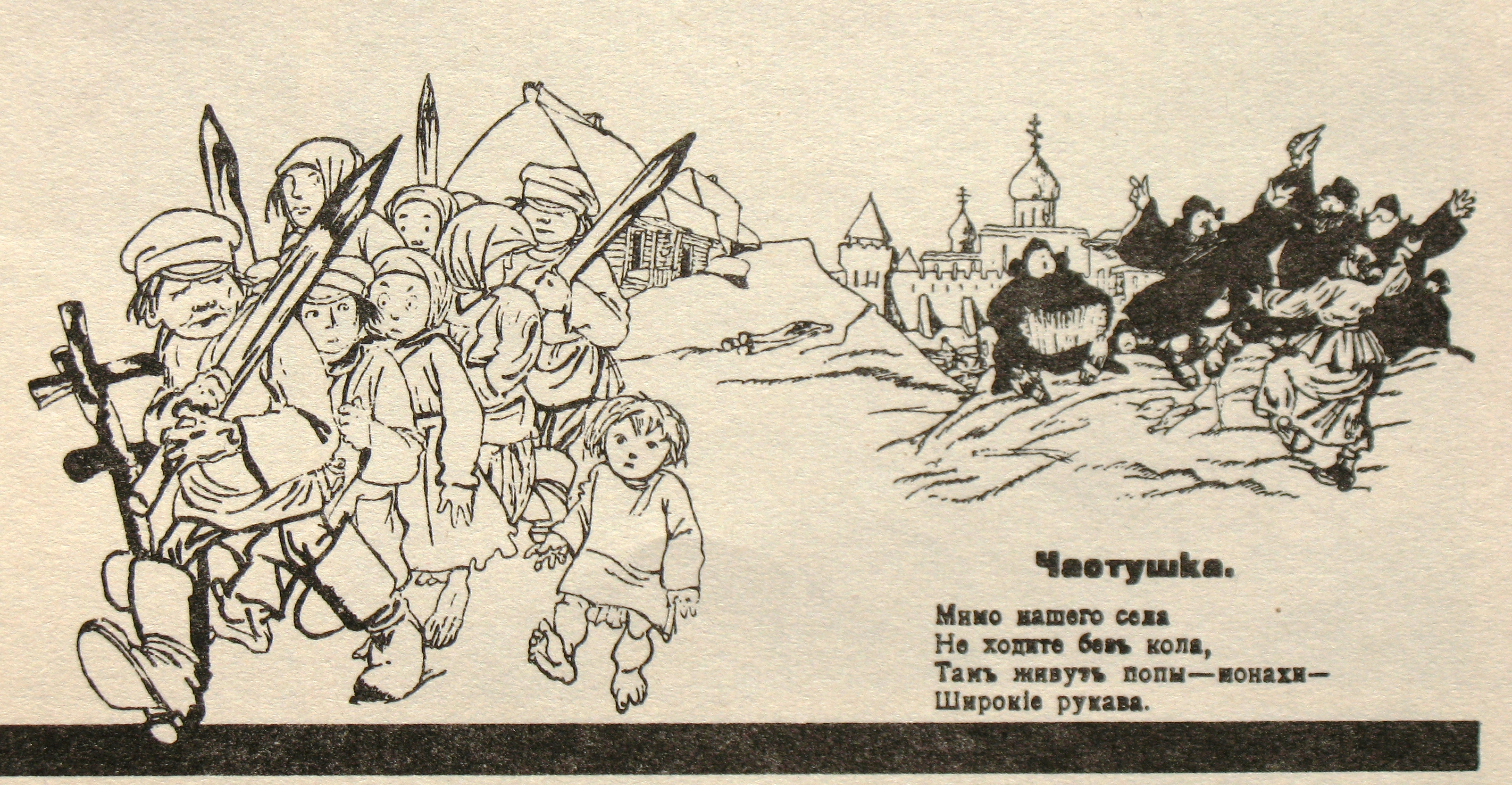
Приклад революційної пропаганди: карикатура Д. Моора «Повз нашого села», де з дівчатами танцюють п'яні священики і монахи. 1917 рік.

За рішенням ЦВК від 20 липня 1921 року Агітпроп і його національні відділення повинні були приступити до всебічної антирелігійної пропаганди. При підвідділі пропаганди агітпропотділа ЦК для координації антирелігійної боротьби виникла антицерковна комісія. До складу комісії входили чиновники з Агітпропу, Московського комітету РКП (б), VIII ліквідаційного відділу Народного комісаріату юстиції, ЦК РКСМ союзу комуністичної молоді, а також Народного комісаріату освіти і Головного політичного управління.
Після короткого часу толерантности щодо Української автокефальної православної церкви, більшовики розпочали терор проти неї. Циркуляр від 4 вересня 1926 року «Про український сепаратизм» оголошував «Українську автокефальну церкву могутнім оплотом націоналізму і відмінним агітаційним знаряддям». 25 лютого 1926 р політбюро ЦК КП (б) У на закритому засіданні схвалив рішення про репресії проти активістів УАПЦ. За даними ГПУ УРСР, 214 священників УАПЦ були в минулому військовослужбовцями армії УНР, 55 — членами українських національних партій, 46 — колишніми царськими офіцерами, 22 — білогвардійцями, 17 — жандармами і поліцейськими. До лютого 1926 р на думку ГПУ, 59 % кліру УАПЦ (331 осіб) перебували на «ворожих позиціях», а 70 % парафій ведуть політичну агітацію. У 1925 р. в УРСР нараховувалося 989 парафій УАПЦ (680 тис. прихожан). Після відсторонення (за вказівкою ГПУ і через її агентуру в УАПЦ) В. Липковского і його прихильників від керівництва УАПЦ на її Другому Всеукраїнському Церковному соборі в жовтні 1927 р верхівка автокефалії стала повністю підконтрольна чекістам, УАПЦ об'єдналася з власними ж розкольниками з ДХЦ. 29-30 січня 1930 р. 40 єпископів на Надзвичайному з'їзді оголосили про розпуск УАПЦ за «контрреволюційну діяльність», оголосивши заодно В. Липковского «юдохристопродавцем». Митрополит доживав решту до розстрілу роки в передмісті Києва, в бідності, під постійним наглядом ГПУ — НКВД, писав «Історію Української церкви» і проповіді, листувався з українськими церковними діячами за кордоном, робив українські переклади богослужбової літератури.
На початку 1929 року був розісланий цілком таємний циркуляр «Про заходи щодо посилення антирелігійної роботи», який боротьбу з релігією прирівнював до класово-політичної, що відкривало новий етап наступу на релігію. У травні 1929 року на XIV Всеросійському з'їзді Рад була прийнята нова редакція статті 4-ї Конституції РРФСР: замість «свободи релігійної та антирелігійної пропаганди» визнавалася «свобода релігійних сповідань і антирелігійної пропаганди», що законодавчо ставило віруючих в нерівне з іншими громадянами положення.
Так як наприкінці 1920-х — 1930-х років був закритий ряд культових будівель, то було вилучено безліч релігійних предметів. Частина цих предметів була з дорогоцінних металів. Багато предметів надійшли в музеї, де і збереглися. Частина предметів залишилася в руках населення, яке намагалося здати культові предмети з дорогоцінних металів в Торгзін. Історик Олена Осокіна зазначає, що Торгзін не мав права приймати церковні цінності, так як вони за законом вважалися власністю держави і підлягали конфіскації (втім, Осокіна наводить приклади, коли ця заборона порушувався працівниками Торгзінів, які брали гроші за церковні цінності).
У ході війни 1941—1945 років політичне керівництво СРСР остаточно відмовилося від планів якнайшвидшого знищення релігії і церкви і перейшло до політики часткового відродження релігійного життя в країні під жорстким державним контролем.

### Зелений клин

прапор Зеленої України

6 квітня 1920 року більшовиками утворено буферну державу Далекосхідна республіка. Це стає початком окупації Української Далекосхідної Республіки. До складу ДСР були включені Забайкальська, Амурська, Приморська, Камчатська області і Північний Сахалін, хоча фактично на той період ДСР контролювала Амурську область, Хабаровський округ і Прибайкалля.
Радянська Росія офіційно визнала ДСР вже 14 травня 1920 року, надавши їй з самого початку всебічну допомогу, і створила Народно-революційну армію ДСР (НРА) на базі червоних дивізій.
На переговорах, що відбулися на станції Гонгота (24 травня — 15 липня 1920), японська делегація була змушена погодитися на евакуацію своїх військ з Забайкалля. 22 жовтня 1920 після тривалих боїв частини НРА і партизани зайняли Читу, яка стала новою столицею ДСР. В цей же час японські війська евакуювалися з Хабаровська, що привело до дійсного об'єднання далекосхідних областей в рамках Далекосхідної республіки.
В 1922 Український Далекосхідний Рух припинив існування.

## Німецька окупація (1941—1944)
Детальніші відомості з цієї теми ви можете знайти в статті Україна в Другій світовій війні.

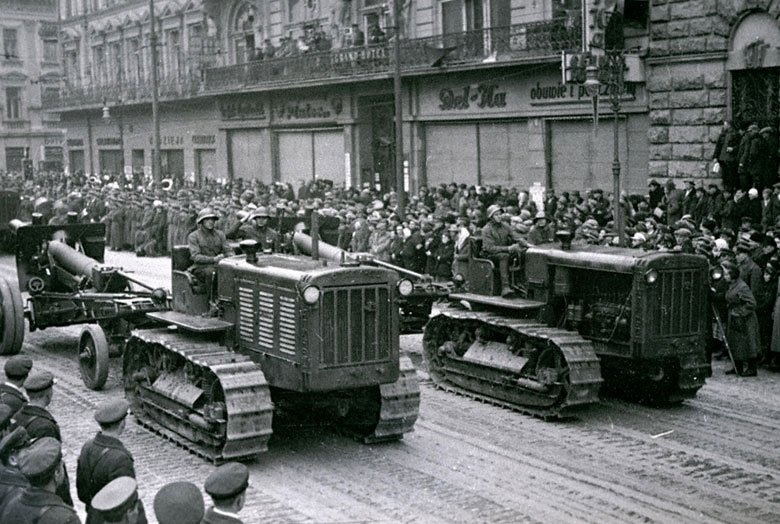
Червона Армія проходить парадом по вулицях міста спільно з Вермахтом (1939)

30 червня 1941 року, після відступу радянських військ з міста Львова входження в нього вранці того ж дня перших підрозділів вермахту, Організація українських націоналістів (ОУН (б) / ОУН (р)) на чолі зі Степаном Бандерою проголосила створення Української держави. Головою уряду — «Українського державного правління» — був призначений Ярослав Стецько. Пізніше, після окупації вермахтом Києва, конкурувала ОУН (м) Андрія Мельника проголосила створення Української національної ради. Проте влада Третього рейху не визнали ні одного урядів. 5 липня 1941 р. терміновій нараді у Адольфа Гітлера шеф політичної поліції Генріх Гіммлер отримав завдання розібратися з ситуацією щодо Української держави. Згодом Гестапо заарештувало Степана Бандеру і відправило в концтабори. 11—12 липня 1941 р. айнзацгруппою СС на чолі з проф. Баєром з Головного Штабу Г. Гіммлера та А. Кольфом були заарештовані Ярослав Стецько, Володимир Стахів, Дмитро Яців, Лев Ребет, Степан Ленкавський, Іван Ґабрусевич. Коли Українське державне правління перестало діяти, Рада Сеньйорів перебрала на себе роль тимчасової української репрезентації; згодом перетворилася на Українську Національну Раду у Львові. 17 липня 1941 р. Дружини Українських Націоналістів отримали наказ відійти з фронту біля Вінниці, були роззброєні і під охороною відіслані до Німеччини. Того ж дня за наказом А. Гітлера був утворений Райхскомісаріат Україна на чолі з Еріхом Кохом. Але місцеві органи влади Української держави в деяких місцевостях продовжували діяти аж до вересня 1941 р. 11 серпня 1941 р. представниками рехсміністерства у справах східних територій були викликані на розмову Степан Бандера, Ярослав Стецько, Ріхард Ярий та Володимир Стахів, яким було поставлено ультиматум щодо негайного відкликання Акту відновлення Української Держави. 14 серпня 1941 р. райсхміністр у справах східних територій Альфред Розенберг отримав від Степана Бандери офіційну відмову у виконанні ультиматуму. У вересні 1941 р. на І конференції ОУН(б) з огляду на вищезазначені події було вирішено вважати Німеччину як ворога на рівні з СРСР.

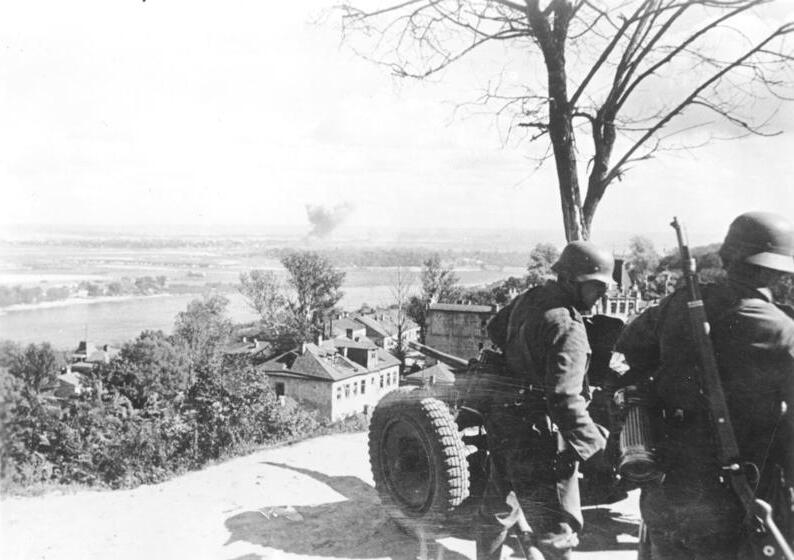
Захоплення Києва Вермахтом. Німецька гармата Pak 35/36 на вогневій позиції в Києві, на крутому березі Дніпра

20 серпня 1941 декретом Адольфа Гітлера був заснований рейхскомісаріат Україна, зі столицею в місті Рівне, як адміністративна одиниця Великонімецького рейху. Райхскомісаріат включав в себе захоплені військами нацистської Німеччини території Української РСР за вирахуванням дистрикту Галичина (передавався під контроль Генерал-губернаторства), Трансністрії (Задністров'я) і Північної Буковини, які відходили Румунії, і, пізніше, виділення Таврії (Криму), включеної Німеччиною під майбутню німецьку колонізацію як Готія (Готенгау). Крім того, рейхскомісаріат Україна мав пізніше охопити також області РРФСР: Курську, Воронезьку, Орловську, Ростовську, Тамбовську, Саратовську і Сталінградську. Протягом всього періоду окупації, аж до повернення Червоної армії території Української РСР від німецької окупації в листопаді 1944 року, посаду рейхскомісара займав Еріх Кох.
З кінця 1941 року німецький окупаційний режим почав розправлятися з усіма проявами української національної активности, ліквідував Українську національну раду, газету «Українське слово», розстріляв склад редакції, до якого входила поетеса Олена Теліга. У межах такої політики у лютому 1942 року окупанти заборонили діяльність Всеукраїнської православної церковної ради.
Під час Другої світової війни Україна втратила щонайменше вісім мільйонів людей. Серед них п'ять мільйонів, за його даними, були мирними мешканцями, які загинули від рук нацистів. 1,6 мільйона жертв були українськими євреями, яких знищили під час Голокосту. 2,4 мільйона чоловіків і жінок нацисти вивозили на примусові роботи до Німеччини як «остарбайтерів». 400 тисяч українців потрапили під час війни до німецьких концентраційних таборів. Після перемоги, нацисти згідно плану «Ост» планували впродовж 30 років збільшити кількість населення, що підлягало виселенню. Виселити 65 % населення заходу України, 75 % населення Білорусі, значну частину населення Литви, Латвії, Естонії. На вивільненій території мали плани поселити 45 млн німців. Корінне населення (за розрахунками есесівців, 14 млн чоловік), що залишилося б на даних територіях, планувалося поступово онімечити і використовувати як некваліфіковану робочу силу. Хоча слід зазначити, що значною проблемою було небажання масового переселення німців на Схід.

## Післявоєнний період (1944—1991)
Після Курської битви почалися бої за Білоруську РСР і Українську РСР. У битві за Дніпро радянська армія зайняла Лівобережну Україну і Крим. Наприкінці 1943 — у першій половині 1944 року основні бойові дії проходили на південній ділянці фронту. Німці відступили з території Української РСР. Червона армія зайняла землі Правобережної України, Крим, вийшла до Карпат, вступила на територію Румунського королівства.
У жовтні-листопаді 1944 року радянські війська зайняли територію Закарпаття, і в Мукачеві був сформований маріонетковий «національний комітет Закарпатської України», який проголосив «волю українського народу» відокремитися від Чехословаччини і приєднатися до УРСР. 29 червня 1945 року у Москві був підписаний Радянсько-чехословацький договір про вихід Закарпатської України зі складу Чехословаччини та про її приєднання з радянською УРСР. 22 листопада 1945 року договір між ЧСР і СРСР був ратифікований Тимчасовими національними зборами Чехословаччини, а 27 листопада — Президією Верховної Ради СРСР. Захоплення цих територій СРСР стала важливою подією, адже що вона привела до об'єднання в одній держві більшости українських етнічних територій та возз'єднання раніше на довгі століття розділеного українського народу. Таким чином українці, тимчасово об'єднані в цей час в межах УСРС з часом змогли відновити свою незалежність у 1991 році. Питання про належність західноукраїнських земель на користь СРСР було вирішене союзниками на Ялтинській конференції та згодом закріплене на Потсдамській конференції.
Після завершення другої світової війни в СРСР відбулися певні зміни, пов'язані зі станом суспільства, значна частина якого під час воєнних дій у Європі перейшла за «залізну завісу». Після смерті Сталіна до влади прийшов Микита Хрущов, однак провал економічної політики, її непередбачуваність та непослідовність змістили Хрущова з поста глави в 1964 році. Новим першим секретарем ЦК КПРС став Леонід Брежнєв, за правління якого українській землі зайшли в епоху «застою». Його наступник Юрій Андропов та Костянтин Черненко помирають після приблизно року на посаді, що було названо як «парадом генсеків».

### Репресії

Фото Івана Дзюби, заарештованого КДБ під час операції «Блок», 12 січня 1972

У 1948 була розпочата «Справа лікарів» проти групи високопоставлених еврейских лікарів, звинувачених у змові і вбивстві ряду радянських лідерів. У 1951—1952 році до розстрілу та значних термінів ув'язнення була засуджена група єврейської молоді (студенти молодших курсів вишів та школярі) з організації «Союз боротьби за справу революції», які створили молодіжну ліворадикальну антисталінську підпільну організацію та виступали з критикою чинного режиму. Напередодні та в добу Другої світової війни в Червоній армії не припинялися політичні репресії. Більшість із військовослужбовців притягалися до відповідальности за вигаданими необґрунтованими обвинуваченнями. У 1949 році, перед святкуванням 70-річчя ювілею Сталіна, у СРСР були репресовані фронтовики, інваліди Другої світової війни. Частину з них розстріляли, іншу частину вивезли на далекі острови Півночі та у глухі кути Сибіру. Широко відомий Валаам — табір інвалідів другої світової війни розташований на острові Валаам (північна частина Ладожського озера), куди після другої світової війни в 1950—1984 звозили інвалідів війни.
12-14 січня 1972 року КГБ УРСР розпочав операцію «Блок», заарештувавши велику групу українських дисидентів: Василя Стуса, Івана Світлична, Євгена Сверстюка, Леоніда Плюща, Данила Шумука, Миколу Плахотнюка, Зіновія Антонюка, Олеся Сергієнка, Івана Коваленка, В'ячеслава Чорновіла, Михайла Осадчого, Івана Геля, Стефанію Шабатура, Ірину Стасів-Калинець. 20 січня був заарештований священник Василь Романюк (згодом патріарх УПЦ КП Володимир) та багато інших українських діячів. Загалом по Україні 1972 року заарештовано 100 осіб. За даними Людмили Алексєєвої, у 1972—1974 за участь в українському національно-демократичному русі було заарештовано більше 122 осіб.

#### Депортації

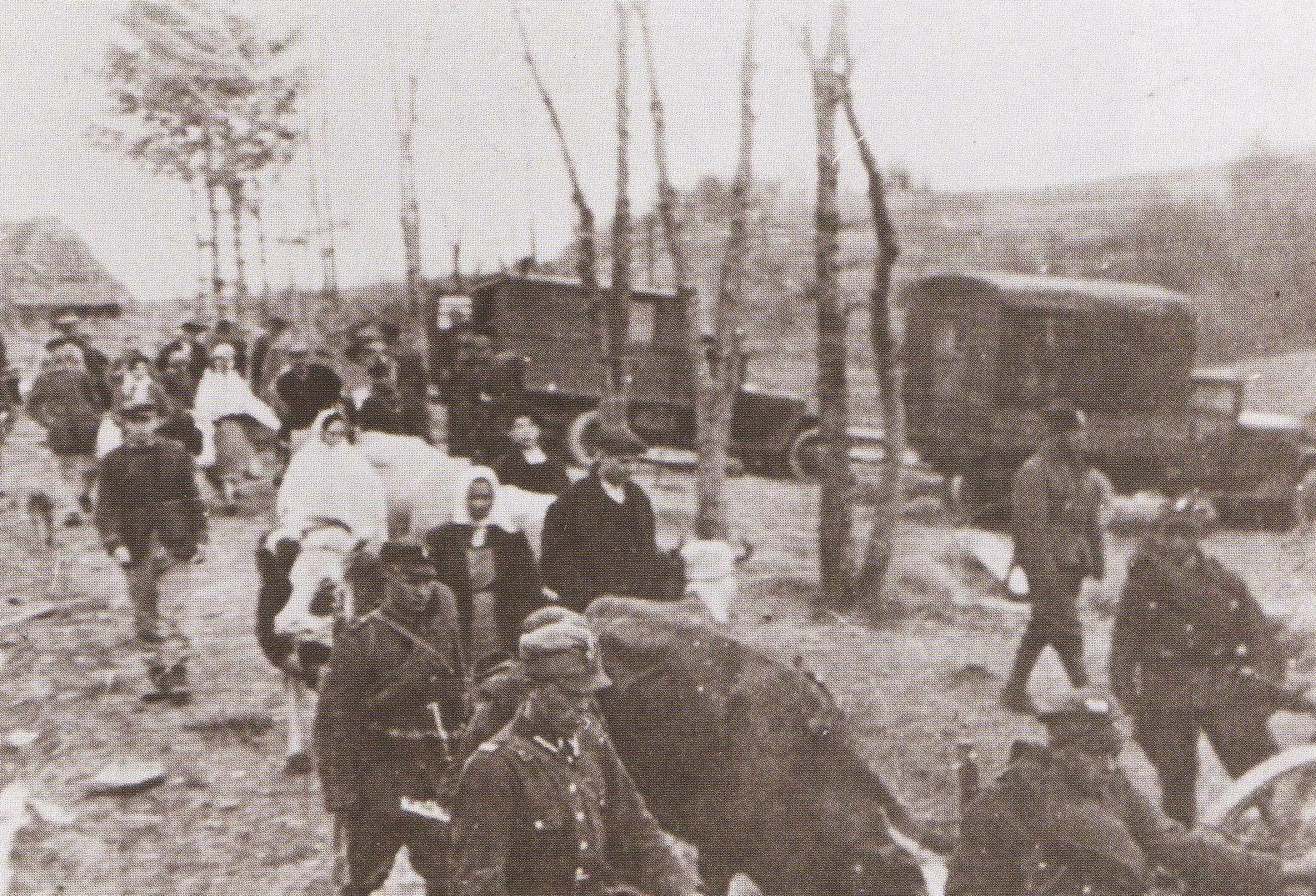
Виселення українців, квітень 1947 року

Детальніші відомості з цієї теми ви можете знайти в статті Операція Вісла.
У 1944—1945 рр. почалися депортації західноукраїнського населення з земель, що відійшли до Польської Народної Республіки. У Польщі нарахували 460,500 українців, які підлягали депортації. При розселенні основну їх масу планували спрямувати на Східну Україну (316 324 осіб, або 68,7 % від загальної кількости депортованих). Дещо пізніше в Польській Народній Республіці було усього взято на облік 497 682 українців (125,949 родин). До липня 1946 р. було евакуйовано 482, 880 чол. (122, 622 родини), тобто 97 %. Саме виселення українців із їх споконвічних земель розпочався 1 листопада 1944 р. відправленням першого ешелону з жителями села Стрільці Грубешівського повіту. Ешелон складався з 28 вагонів, що повезли в УРСР перші 78 господарств з 290 осіб.

На початку основна маса депортованих спрямовувалась у східні області. На 10 грудня 1944 р. в Запорізьку, Одеську, Дніпропетровську, Херсонську та Миколаївську області було спрямовано 81 % депортованих або 3 121 родина з 11 735 осіб. Наприкінці березня 1945 р. у вищезазначені області, а також у Полтавську, Сумську, Сталінську, Кіровоградську, Вінницьку та Харківську області прибуло 93,1 % депортованих або 19796 родин з 71839 осіб. Надалі кількість переселенців у Східну Україну постійно зменшувалась. «Евакуйованих» розселяли по всій території Української РСР, проте до кінця 1947 року більшість людей оселилася в західній її частині і, зокрема, в Тернопільській області. Переважна більшість депортованих опинилася в селах і тільки незначна їх частина була задіяна у промисловості.
28 квітня — 29 липня 1947 року відбулась Операція «Вісла», яка полягала у примусовій, з використанням військ СРСР, Польської Народної Республіки, ЧСР, депортації українців з їхніх етнічних територій, — Лемківщини, Надсяння, Підляшшя і Холмщини, — на території у західній та північній частині польської держави, що до 1945 року належали Німеччині, так звані «Повернені території» з метою асиміляції українського населення під маніпулятивним приводом обмеження підтримки українського підпілля місцевим населенням. Акція супроводжувалась масовим насильством над українським населенням. Було насильно переселено 140 575 осіб, ув'язнено в концтаборі Явожно 3936 людей, убито 655 осіб, заарештовано 2800 членів українського руху ОУН і УПА на Закерзонні. З квітня до липня 1947 року оперативна група «Вісла» провела 357 бойових акцій, вбила 1509 українських повстанців, знищила 1178 бункерів і криївок.

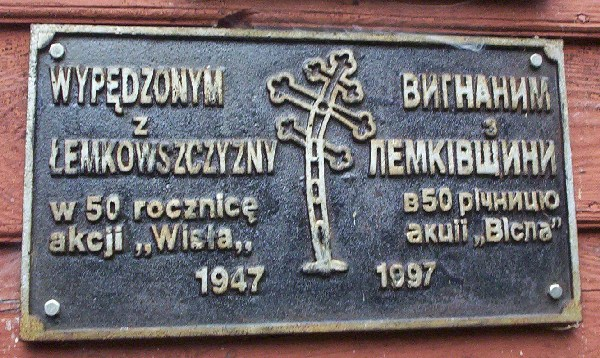
Пам'ятник жертвам операції «Вісла» у Низьких Бескидах

21 жовтня 1947 року відбулась каральна акція уряду СРСР проти УПА, примусова наймасовіша депортація населення операція «Захід». Командував нею заступник міністра внутрішніх справ УРСР Микола Дятлов. До виконання операції були залучені: оперсклад МГБ — 6859 осіб, збройні сили (солдати внутрішніх військ МГБ і корпус охорони МГБ, особовий склад МВД і прикордонних військ, «стрибки») — 46 509, радянський партактив — 15 556, армійські шофери — 1227 осіб. У ході операції використовували гужовий та автотранспорт, бронетехніку, трактори, залізничний транспорт. Депортація охоплювала Волинську, тодішні Дрогобицьку та Станіславську, Львівську, Рівненську, Тернопільську й Чернівецьку області.
Верховна Рада України 22 грудня 2016 року ухвалила постанову № 1807 щодо відзначення пам'ятних дат і ювілеїв у 2017 році, відповідно до якої 21 жовтня 2017 року вшановується 70-ті роковини з дня масової депортації населення Західної України до Сибіру.28 листопада 1947 міністр внутрішніх справ СРСР С.Круглов направив заступнику голови Ради міністрів СРСР Л.Берії повідомлення про переселення з західних областей України 26460 сімей (76268 осіб) «активних націоналістів і бандитів». 21197 сімей (61066 осіб) на роботу у вугільній промисловості східних районів СРСР, інші 5264 сім'ї (15202 особи) в Омську область.

#### Голодомор 1946—1947рр.
Детальніші відомості з цієї теми ви можете знайти в статті Голодомор в Україні (1946—1947).

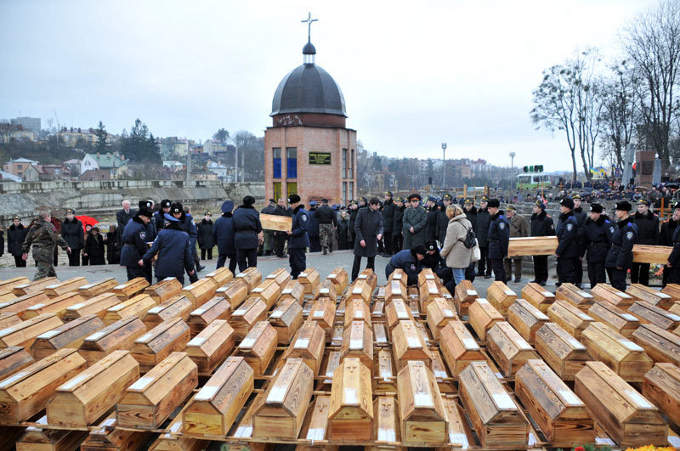
Перепоховання останків тіл жертв Голодомору і репресій 1946—1947 років. Личаківський цвинтар у Львові.

Стан сільського господарства після закінчення Другої світової війни був дуже складний. Було пограбовано і зруйновано близько 30 тисяч колгоспів, радгоспів і МТС, тисячі сіл, з яких понад 250 зазнали долі Корюківки. Різко скоротилося поголів'я худоби та значно постраждали тракторний і комбайновий парки. Так, 1946-го з СРСР вивезено 350 тисяч тонн зерна до Румунського королівства, у 1947 — 600 тисяч тонн зерна — до Чехословацької республіки, за тих два роки Польська республіка отримала з Радянського Союзу 900 тисяч тонн хліба. А в Молдавській РСР й південних областях Української РСР стрімко поширювався голод, і лише за перше півріччя 1947 офіційно зареєстровано 130 випадків людоїдства.
7 січня Міністерство держбезпеки УРСР повідомило МДБ СРСР і ЦК КП(б)У про важкий продовольчий стан колгоспів Кіровоградської області. Приблизно 1223 сім'ї не мали продуктів харчування і перебували у виснаженому стані з ознаками дистрофії. Особливо постраждали сім'ї колгоспників, загиблих на фронті, багатодітні, сім'ї інвалідів Другої світової війни Червонокам'янського, Олександрійського, Піщано-Бродського, Устинівського, Підвисоцького, Новогеоргієвського, Великовисківського і Добровеличківського районів. 17 лютого УМВС Ізмаїльської області доповіло МВС УРСР про продовольчі труднощі та людоїдство на території області. Внаслідок недоїдання збільшилась смертність і захворювання на дистрофію. За січень 1947 р. в області померло 4533 особи, народилося — 1258. З числа померлих — 1568 осіб померло від дистрофії. За першу декаду лютого 1947 р. померло 2625 осіб, із них від дистрофії — 978. В області налічувалося приблизно 16 тис. хворих на дистрофію. Особливо велика смертність спостерігалась в Новоіванівському і Болградському районах. Протягом січня-лютого 1947 р. виявлено випадки канібалізму.
21 серпня 1946 року сільськогосподарський відділ ЦК КП(б)У повідомляв ЦК КП(б)У про заходи боротьби з перевезенням хліба із західних областей України. Відмічалося, що органи транспортної міліції УРСР у зв'язку з постановою Ради міністрів РРФСР від 31 липня 1946 р. про заборону продажу зерна на ринку колгоспами, колгоспниками й одноосібниками до виконання ними плану хлібозаготівлі з урожаю 1945—1946 рр. організували на великих залізничних станціях Української РСР оперативні загороджувальні загони, які боролися з продажем і купівлею зерна та борошна на базарах. У червні транспортна міліція УРСР зняла з товарних потягів 62,4 тис. осіб, що добиралися в Західну Україну по хліб. За дві останні декади липня було знято 97633 особи.
Таким чином для Української РСР план хлібозаготівель було збільшено до 362 млн. 750 тис. пудів. Незважаючи на жорстку дію вертикалі: центр — республіка — область — район — сільрада — колгосп, діяльність партійно-командного апарату, десятків тисяч спеціальних уповноважених з хлібозаготівель, зерно до державної «комори» надходило не тими темпами, на які розраховував центр.
Найлютішим голод був узимку та навесні 1947 року, перетворившись на голодомор. 6 лютого 1947 МДБ УРСР повідомляло МДБ СРСР про випадки канібалізму та трупоїдства у Дніпропетровській та Ізмаїльській областях. 25 лютого МДБ УРСР повідомляло — за два місяці 1947 зафіксовано 16 випадків вживання в їжу людських трупів, у тому числі: в Ізмаїльській області 13 випадків. Страждали і помирали у селах і містах Української РСР люди різних національностей — українці, росіяни, євреї, болгари, гагаузи, ін. Від штучного рукотворного голоду за неповними даними загинуло в Українській РСР понад 1 млн людей. Тоталітарною владою голод замовчувався.

#### Гоніння релігії
Коли в 1944—1945 рр. Україна була знову зайнята радянськими військами, священники Української автокефальної православної церкви, що залишились в Україні були репресовані та знищені. Багато єпископів, рятуючись від переслідувань, переїхали до Західної Німеччини, згодом до США, Канади та інших країн, де очолили різні юрисдикції.
11 квітня 1945 радянська влада заарештувала архиєпископа Йосифа Сліпого, а згодом було репресовано і всіх інших владик Української греко-католицької церкви. У травні 1945 була створена «Ініціативна група з возз'єднання греко-католицької церкви з православною», про роботу якої Микита Хрущов особисто доповідав Йосипу Сталіну. У березні 1946 року у Львові відбувся псевдособор, на якому проголошено ліквідацію УГКЦ, значну частину її майна передано Московському патріархату. У 1946—1989 рр. УГКЦ була змушена діяти в підпіллі.
У 1964 році було створено Інститут наукового атеїзму. У 1965 році РСРПЦ і СДРК були об'єднані в Раду у справах релігій (РСР) при Раді Міністрів СРСР, вперше було оприлюднено положення про РСР. Рада мала право сама приймати рішення про реєстрацію та зняття з реєстрації релігійних об'єднань, про відкриття і закриття молитовних будинків, перевіряти діяльність релігійних організацій.
Конституція СРСР 1977 року зберігала фактичну нерівноправність громадян залежно від їх ставлення до релігії: атеїсти могли вільно пропагувати свої переконання, а віруючі мали лише право «відправляти релігійні культи» (стаття 52-я). Поширення «наукового атеїзму» з марксистської підкладкою ставилося в обов'язок викладачам в школах і вузах, в комітетах партії на місцях існували штатні посади пропагандистів. Разом з тим, у відсутності ідеологічної конкуренції рівень підготовки такого роду кадрів був невисокий.
У перші роки правління М. С. Горбачова (1985-1987) офіційне ставлення радянської держави до релігії залишалося прохолодним. Зокрема, 24 листопада 1986 року під час візиту в Ташкент, Горбачов закликав вести рішучу боротьбу з проявами релігійности. Однак у міру розвитку процесів «перебудови» відбувається поступовий перегляд релігійної політики держави, перехід від атеїстичної пропаганди до співпраці з релігійними організаціями. Найбільш значні зміни почалися з 1988—1989 років. У 1988 році Рада у справах релігії при Раді міністрів СРСР скасувала норму про те, що молитовні будівлі є власністю держави.
Зі зустрічю Папи Івана Павла II з президентом СРСР Михайлом Горбачовим почався процес відродження УГКЦ. Однак на жаль, початок 1990-х був позначений міжконфесійним протистоянням на тлі майнових суперечок, ускладнений розколом всередині українського православ'я.
22 жовтня 1989 р. на Соборі священників і мирян у Львові було проголошено відродження Української автокефальної православної церкви. Очолив відроджену Церкву позаштатний єпископ Московського Патріархату Іван (Боднарчук). 2 жовтня 1990 року органи влади УРСР офіційно зареєстрували УАПЦ.
У 1990 році був прийнятий закон СРСР «Про свободу совісті та релігійні організації», який радикально змінив характер відносин держави і релігійних організацій. Стаття 5 цього закону припиняла державну підтримку атеїзму, встановлюючи, що «держава не фінансує діяльність релігійних організацій і діяльність по пропаганді атеїзму». Закон надав релігійним організаціям права юридичної особи, дозволив їм міжнародні контакти без державного посередництва.

### Зросійщення
Детальніші відомості з цієї теми ви можете знайти в статті Русифікація України.

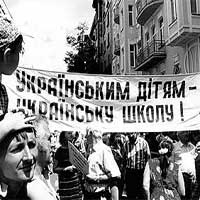
За українське шкільництво.

Знезросійщення України розпочалось з революцією 1917 і відродженням української державности встановленням Української Народньої Республіки, була перервана окупацією України радянським військом у 1919–1920. Встановлення радянської влади відновило панівне становище росіян в Україні, що виявилося зокрема в пануванні російської мови. Російською мовою здійснювалось діловодство партійних і державних установ; нею ж друкувалася більшість офіційних органів преси, декретів, відозв тощо. Книжкова продукція 1919–1923 за мовою була переважно російською.
У 1933 році відбулась правописна реформа, яка скасувала Український правопис 1928 року й здійснила в істеричній атмосфері штучне зближення української мови, як і білоруської мови (див. Наркомівка) з російською з метою «боротьби з націоналізмом на мовному фронті». Наприклад, була заборонена прадавня граматична форма двоїни як «архаїчна форма та провінціалізм», навіть писали наукові статі про неї і закінчення -и в іменники на -ть жіночого роду III відміни в родовому відмінку однини, що було дуже важливом, адже воно дає змогу відрізняти родовий відмінок від давального й місцевого. Так писали українські класики: «Поет не боїться від ворога смерти, Бо вільная пісня не може умерти» (Леся Українка).
1938 вийшла постанова РНК СРСР і ЦК ВКП(б) «Об обязательном изучении русского языка в школах национальных республик и областей». В цій постанові не було прямих вказівок про якісь особливі привілеї для російської мови, але реалізація цієї постанови на практиці в різних регіонах СРСР призвела до поступового обмеження сфер функціонування місцевих національних мов різних народів СРСР.
Зросійщення, особливо посилене у 1940–1950-х роках (зокрема на приєднаних до УРСР західноукраїнських землях), викликала з початку 1960-х років рух опору, що охопив певні кола українські інтелігенції, а почасти й робітництва. Тоді були висловлені домагання, щоб вести українською мовою навчання в усіх вищих і середніх спеціальних школах і виховання в усіх дошкільних закладах, перевести на українську діловодство в установах і на підприємствах, залізницях, торгівлі і збільшити кількість видань АН УРСР, університетів і видавництв українською мовою, а також українських кінофільмів. Проте відповіддю на ці домагання було посилення репресій проти діячів опору, і в УРСР далі продовжував діяти «потужний і добре налагоджений механізм зросійщення» (І. Дзюба). Російською мовою велися усі справи партійного, державного і громадського життя, всі галузі господарського життя та їхнє діловодство, вища, середня технічна і професійна освіта. У Києві та інших великих містах України школи з українською мовою навчання були нечисленні, в них навчалося 20 % дітей. Такий же стан був у культурно-освітній роботі. Одним з головних чинників зросійщення залишалася радянська армія.
Опоненти або противники зросійщення і, навіть, її критики зазнавали адміністративних і судових репресій: звільнення з роботи, ув'язнення у тюрмах і таборах суворого режиму, заслання. Головною метою зросійщення було створення єдиного так званого радянського народу з російською мовою й культурою. Ініціаторами й пропагаторами зросійщення в УРСР були партійні й радянські діячі українського роду, що, керуючись мотивами кар'єризму й прислужництва, ставали ворогами власного народу на керівних посадах у партійно-урядовій ієрархії, (Кравцев, Маланчук, Білодід, Скаба та ін.).

### Опір українців радянському режиму

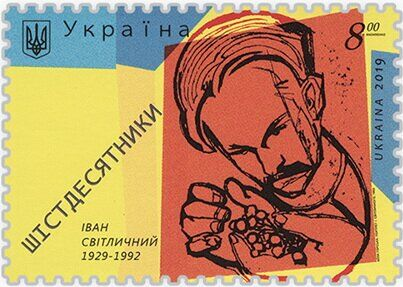
«Шістдесятники. Іван Світличний (1929—1992)», поштова марка України (2019)

У 1960—1970-х роках XX століття утворилось покоління української національної інтелігенції, яке було внутрішньою моральною опозицією до радянського тоталітарного державного режиму (політичні в'язні та «в'язні совісті», дисиденти) «шістдесятники». Їхній рух виразно протримався лише одне десятиліття. Навіть уже в 1962 на спеціально скликаній нараді-зустрічі творчої інтелігенції з керівництвом держави їх гостро розкритикували. Після внутрішнього перевороту в КПРС у 1964 тиск державної цензури на інтелігенцію різко посилився, а коли була видана постанова ЦК КПРС «Про цензуру» й відбулось введенення військ СРСР у Чехословаччину КПРС взяла курс на реставрацію тоталітаризму. Шістдесятники розвивали активну культурницьку діяльність, яка виходила за межі офіціозу: влаштовували неформальні літературні читання та художні виставки, вечори пам'яті репресованих митців, ставили замовчувані театральні п'єси, складали петиції на захист української культури. Культурницька діяльність, яка не вписувалась у рамки дозволеного, викликала незадоволення влади.
У час згортання «відлиги» влада повела боротьбу із шістдесятництвом, оскільки таке середовище сприяло формуванню політичної опозиції, яка не допускалась у СРСР. В українському культурно-просвітницькому русі дедалі інтенсивніше поширювався самвидав, широко розповсюджувалися видання української діаспори. 1972 року в Україні сфальсифіковано «Справу Добоша». 12—14 січня 1972 року КГБ УРСР розпочав операцію «Блок». Протягом року заарештували близько ста осіб, провели тисячі обшуків, допитали десятки тисяч людей, вигнали з роботи або вишів найактивніших шістдесятників. Після придушення українського відродження 1960-х років влада запровадила політику ліквідації мовної, культурної та історичної національної ідентичности в Україні. Поступово витіснялись україномовна система освіти, газети і часописи. Регулярно проводились політичні чистки.
Коли СРСР підписав Гельсінську угоду дисиденти організували відкриті й, на їхню думку, юридичне санкціоновані групи, завдання яких полягало в тому, щоб наглядати за дотриманням громадянських прав з боку Кремля. Очолив Українську Гельсінську групу, письменник Микола Руденко — політичний комісар у роки Другої світової війни та колишній партійний чиновник у письменницькій організації. Діяльність Української гельсінської групи засвідчила про перехід дисидентського руху в нову, більш зрілу стадію з сформованою організаційною структурою та політичною програмою. Основним новим моментом цієї програми був перехід українських дисидентів на самостійницькі позиції. У документах дисидентського руху все частіше звучала вимога виходу України зі складу СРСР і створення незалежної демократичної української держави. Після відновлення діяльності групи у 1988 р. на її базі було створено «Українську республіканську партію» у 1990 році.

### Чорнобильська катастрофа
Детальніші відомості з цієї теми ви можете знайти в статті Чорнобильська катастрофа.

Встановлення знаку Заборонена зона

26 квітня 1986 року через випробування на Чорнобильській атомній електростанції, помилки під час проєктування самої станції та будівництва, ігнорування проблем, що виникали на станції відбулась Чорнобильська катастрофа. 1 травня у Києві проходив парад, Кремль змусив керівників УРСР проводити його, щоб не сіяти паніку.
Після оцінки масштабів радіоактивного забруднення була запланована евакуація, однак її затримали за рішенням уряду СРСР та ЦК КПРС. Чорнобильська катастрофа мала великий вплив на соціально-політичне життя, дехто називає її початком кінця Радянського Союзу.

### Відновлення незалежності

Мітинг на площі біля Верховної Ради України. Київ, 24 серпня 1991.

16 липня 1990 року Верховною Радою була прийнята Декларація про державний суверенітет України.
2-17 жовтня 1990 року в Україні відбулась Революція на граніті, головною метою акції було недопущення підписання нового союзного договору СРСР. Вимоги студентів були задоволені підписанням постанови Верховної Ради, яка гарантувала їх виконання.
Після невдачі Серпневого путчу, 24 серпня 1991 р. Верховна Рада України ухвалила Акт проголошення незалежности України. Текст акту написав і проголосив Левко Лук'яненко. Українська Радянська Соціалістична Республіка перестала існувати, а геополітичній карті світу з'явилась сучасна Україна.
За результатами Всеукраїнського референдуму 1991 90,32 % громадян України проголосували за Акт проголошення незалежности України, також було обрано першого Президента України, яким став Леонід Кравчук. Наступного дня після референдуму, Україну визнали Канада та Польща, а до кінця січня 1992 року — 91 держава.
8 грудня у Біловезькій пущі президент України Леонід Кравчук, президент РРФСР Борис Єльцин та голова Верховної Ради Республіки Білорусь Станіслав Шушкевич підписали угоду про утворення Співдружності Незалежних Держав. Але Верховна Рада України не ратифікувала вступ, тобто не була членкинею СНД. Хоча мала асоційоване членство, припинене у 2018 році згідно указу Президента України Петра Порошенка. 25 грудня 1991 року Президент СРСР Михайло Горбачов склав повноваження, і факт припинення існування Союзу Радянських Соціалістичних Республік був констатовано остаточно.

## Державна спадкоємність України
Детальніші відомості з цієї теми ви можете знайти в статті Правонаступництво України.

сучасні території України (червоний) та території, на які претендувала УНР, які були представлені та частково визнані на Паризькій мирній конференції 1919 року (фіолетовий)

Великий державний герб УНР

Державний герб ЗУНР

Наразі сучасна Україна юридично визначена в Декларації про державний суверенітет України від 16 липня 1990 року та в Законі України від 12 вересня 1991 р. «Про правонаступництво» як правонаступниця УРСР. Після 1991 року лунали законодавчі ініціативи змінити це правонаступництво на УНР для того, щоб відновити історичну справедливість. Також деякі документи містять неформальні визначення, що прямо або непрямо проголошують правонаступництво України від інших держав українського народу: Київської Руси, Королівства Руського, Гетьманщини, Української Народної Республіки, Української Держави та Західноукраїнської Народної Республіки. Неформальність такого правонаступництва також підтверджується передачею Президентом УНР у вигнанні Миколою Плав'юком 22 січня 1992 року клейнодів новообраному Президенту України Леоніду Кравчуку та складання з себе повноважень Президента УНР. Ця подія наразі вважається символічною, оскільки вона не мала жодних правових наслідків, хоча Кравчук запевнив делегацію УНР, що незабаром буде розроблено регламент використання державних символів, і, що важливо, наголосив:
|                  | Цей акт має нагадати усім, що Україна веде свій родовід, свою політичну, державницьку біографію від історичних часів, які надають силу і велич нашому народові, – від часів Київської Русі, Козацько-Гетьманської держави й Української Народної Республіки. |
| — Леонід Кравчук | |

22 січня 2018 року у заходах присвячених 100-річчю проголошення незалежности Української Народної Республіки 5-й Президент України під час виступів неодноразово наголосив на спадковості державної традиції.
|                   | Сучасна Україна – спадкоємиця багатовікових державно-національних традицій, відроджених під час та внаслідок Української революції 1917 – 1921 років. Ідея державної самостійності, поставлена на порядок денний та загартована під час Революції, стала потужною матеріальною силою. Вона визначила увесь подальший перебіг історії України. |
| — Петро Порошенко | |

У той же день, групою депутатів до Верховної Ради України було подано проєкт закону № 7521 «Про правонаступництво України щодо Української Народної Республіки». Суть цього документу зводиться до того, що сучасна українська держава повинна проголосити себе правонаступницею УНР, а не УРСР, як це є формально зараз, з усіма похідними від цього наслідками.
3 жовтня 2019 року у Верховній Раді України було зареєстровано проєкт постанови, яким пропонувалося перенести дату святкування Дня Незалежности на дату проголошення IV Універсалу УНР — 22 січня, а 24 серпня залишити вихідним днем, перейменувавши на День відновлення Незалежности України. На думку нардепки Оксани Савчук, святкування Дня Незалежности потрібно перенести 22 січня — на день проголошення у 1918 році IV Універсалу. До того ж, дата проголошення незалежности УНР, співпадає з Днем соборности, коли 22 січня 1919 році відбулося об'єднання Української Народної Республіки та Західноукраїнської Народної Республіки.
УЦОЯО в програмі ЗНО з історії України вказує подію 24 серпня саме як відновлення незалежности України.

## Наслідки

### Республіка Білорусь

Державний прапор з гербом Білоруської Народної Республіки (1918) та колишніми державними символами Республіки Білорусь (1991—1995), які зараз використовуються опозицією.

3 жовтня 2020 року білоруський державний телеканал СТБ («Сталічнае тэлебачанне») підписав Україну як «колишню Українську Радянську Соціалістичну Республіку», що викликало обурення в українському суспільстві. Причиною цієї політичної провокації було погіршення відносин між Білоруссю та Україною після того, як українська влада засудила фальсифікацію президентських виборів у Білорусі 2020 року, їх результати та самопроголошення президента Олександра Лукашенка та придушення протестів у Білорусі.
Крім того, державний телеканал підготував сюжет про литовців, яких цікавлять витрати білоруської опозиції Світлани Тихановської, яка живе «в найкращому готелі країни», а не в центрі для біженців. У цьому випадку Литву називали «колишньою Радянською Литовською Республікою». Інший сюжет програми присвячений Польщі, яка була підписана як «колишня Польська Народна Республіка». У ньому розглядаються питання порушення прав дитини.

### Росія
Керівництво Російської Федерації не визнає окупацію територій колишньої Російською Імперії, після розпаду якої утворились національні держави. Офіційною позицією Росії є те, що всі території, точніше маріонеткові держави, добровільно приєдналися до СРСР.
В інтерв'ю в червні 2021 року Владімір Путін розкритикував вступ України до НАТО, заявивши, що українці — це єдиний народ з росіянами, а Україна — це радянсько-більшовицьке утворення:
|                   | Варто згадати, як виникла Україна як держава. Це породження радянського періоду. Більшовики створили Радянський союз, створили зокрема союзні республіки і Україну. Можна згадати, що ці території прийшли у склад російської держави або процес їхнього возз'єднання з Росією розпочався у 1654 році, після Ярославської ради. Тоді ті люди, які проживали на тій території - ті люди вважали себе і називали себе росіянами. Можливо, підготую окрему статтю на цю тему [...] Я подумаю над цим. |
| — Володимир Путін | |

Звичайно, з огляду на тисячолітню державність України, а саме Київську Русь, Королівство Русь, Запорізьку Січ, Гетьманщину та Українську Народну Республіку, ці твердження є частиною російської пропаганди для внутрішнього споживання. Щодо українського етноніма, то до XX ст. українці вживали назву Русь, Русини, Козаки, а на Заході українців називали рутенами (rutheny, ruteny). Однак не росіянами / московитами. Крім того, президент Росії Володимир Путін назвав Переяславську Раду «Ярославською Радою».
12 липня 2021 року на вебсайті Президента Російської Федерації російською і навіть українською мовою була опублікована скандальна стаття «Про історичну єдність росіян та українців». Стаття була включена до переліку обов'язкових тем військово-політичної підготовки в російській армії.
Згідно з опитуванням, проведеним Центром Разумкова, навіть виборці проросійської Опозиційної платформи за життя не погоджуються з тезою Путіна про те, що не існувало і не могло бути жодного історичного підґрунтя для ідеї відокремлення українців від росіян і відокремлення українців і білорусів як окремих націй, і, що це було результатом радянської національної політики. Лише 12,5 % громадян України погоджуються з тезами Президента Російської Федерації, 70 % не погоджуються, і ще 17 % не визначилися. На думку політологів, стаття Володимира Путіна «Про історичну єдність росіян та українців» адресована не українцям, а світовим лідерам як демонстрація того, що Росія як наступниця СРСР має намір відновити контроль над Україною.

### Україна

Пам'ятник «борцям за волю України, жертвам комуно-фашистського терору» в м. Яремче

Радянська окупація на офіційному рівні в Україні не визнана. Визнається, що Україна є правонаступницею УРСР, а не УНР[джерело?].
Станом на 2001 р. процесуальні дії з репросованих жертв незаконних репресій було в цілому завершено, переглянуто 307.450 архівних кримінальних та слідчих справ. За ними реабілітовано 248.710 осіб, відмовлено в реабілітації, відповідно до чинного законодавства України, 117.243 особам. Лише до 1 січня 1998 р. органами прокуратури розглянуто 122,8 тис. звернення громадян з питань реабілітації. Загалом в Україні реабілітовано до 440 тис. осіб (з них 132 тис. — за «хрущовської відлиги»). У рамках державної політики пам'яті офіційне вшанування жертв політичних репресій (День пам'яті жертв голодомору та політичних репресій) уперше запроваджено указом президента України від 31 жовтня 2000 р. № 1181.
У 2003 році в Києві був створений музей совєтської окупації, який відображає злочини комуністичного режиму в період 1917–1991 рр. в Україні. Метою музею є інформування української та світової громадськости про досі маловідомі сторінки трагічної історії України комуністичного періоду. Також у Києві є музей радянської окупації просто неба.
Указом Президента України від 21 травня 2007 р. № 431 встановлено щорічне відзначення у третю неділю травня Дня пам'яті жертв політичних репресій «з метою належного вшанування пам'яті жертв політичних репресій, привернення уваги суспільства до трагічних подій в історії України, викликаних насильницьким впровадженням комуністичної ідеології, відродження національної пам'яті, утвердження нетерпимости до будь-яких проявів насильства проти людства».
Для закріплення у національній пам'яті проблеми незаконних Р. особливе значення має виявлення та меморіалізація відповідних місць пам'яті — місць масових страт та поховання жертв. В Україні станом на 2010 р. виявлено щонайменш 18 місць масових поховань жертв політичних репресій.

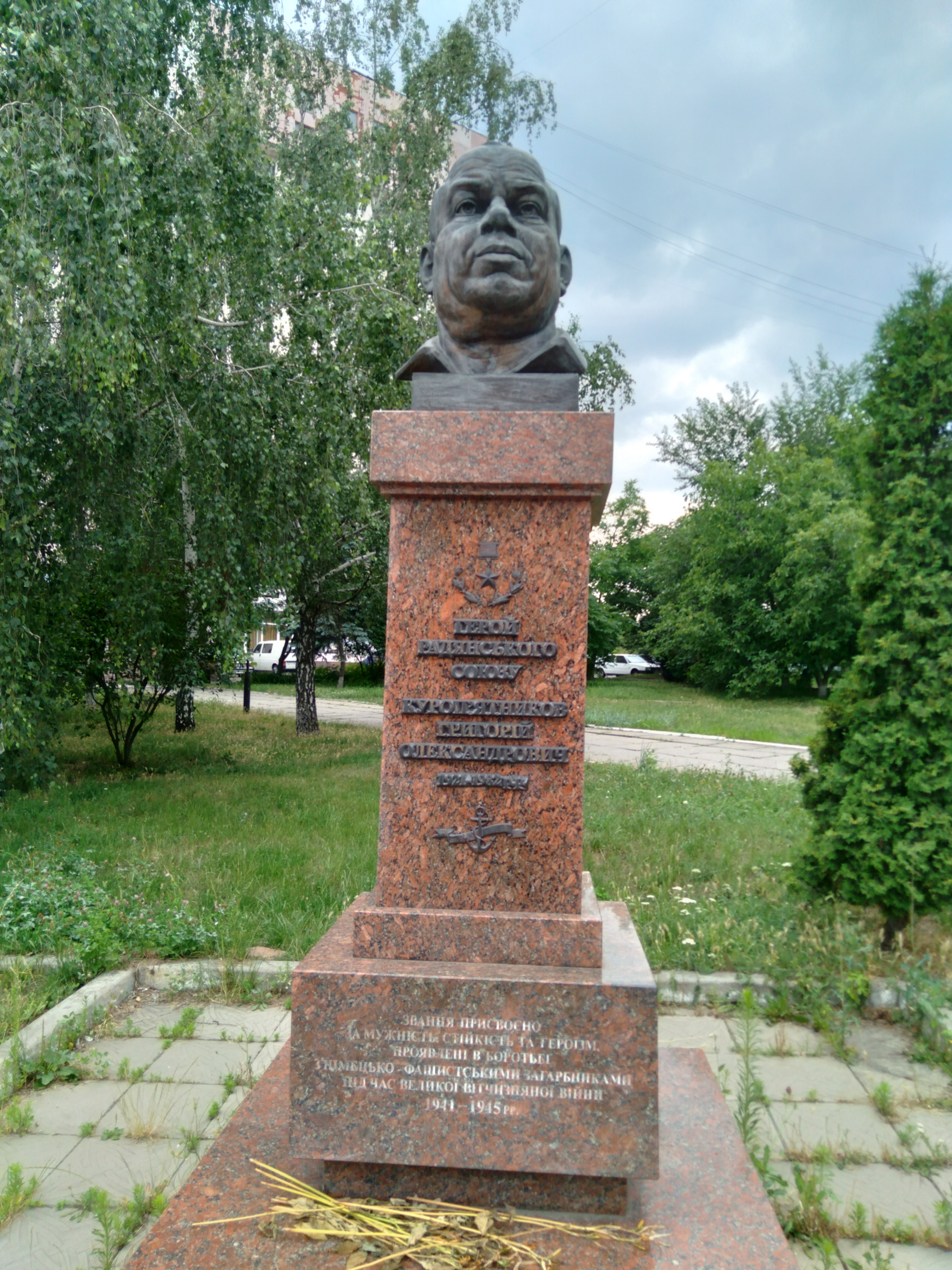
Погруддя Григорію Куроп'ятникову, росіянину, прикордоннику НКВС та Герою Радянського Союзу, встановлене у м. Кіровограді у 2010 році

У 2015 році Україна засудила злочини комуністичного тоталітарного режиму Законом «Про засудження комуністичного та націонал-соціалістичного (нацистського) тоталітарних режимів в Україні та заборону пропаганд їхньої символіки».
Директор Українського інституту національної пам'яті Володимир В'ятрович заявляв у 2016 році про те, що українці повинні говорити про радянську окупацію. У 2016 році він ствердно заяив, що радянський період української історії є окупацією, і на його думку, Україна має заявити про те, що є наступницею Української Народної Республіки, яка існувала в 1917—1921 роках. Було зазначено, що Акт проголошення незалежности України від 1991 року потрібно розглядати саме як відновлення незалежности України, що роблять Естонія, Латвія та Литва. Ці держави відзначають свої дні незалежности, починаючи відлік з 1918 року, а не 1990—1991 рр.
|                       | Коли ми говоримо про основу радянської влади в Україні, треба розуміти, що в Україні вона була встановлена силою, вона була експортована ззовні. Нам важливо говорити, що українська держава - це не щось випадкове, що з'явилося в 1991 році. Українська держава - це досить тривалий результат боротьби українців за свою незалежність. |
| — Володимир В'ятрович | |

### Чехія

#### Операція «Дунай»
В інтерв'ю британському щоденникові, який цікавився ставленням сьогоднішніх чеських комуністів до подій 50-літньої давнини, голова Компартії Чехії та Моравії (КПЧМ) Войтех Філіп заявив:
|                | Історія була фальсифікована на сто відсотків. Ніхто не пише, що вся ця ідея поставлена на антиросійській позиції. У той час у Політбюро Радянського Союзу був лише один чистий росіянин, і він проголосував проти вторгнення. Брежнєв був з України. Головною силою армії вторгнення були українці. |
| — Войтех Філіп | |

Ці слова викликали бурхливу реакцію в чеському суспільстві, особливо на тлі підготовки до відзначення 50-річниці радянської окупації Чехословаччини, що відбувалась наступного тижня. Тож коли Чеське радіо звернулося до лідера комуністів за роз'ясненнями, він уточнив, що нібито:
|                | Моральну відповідальність за вторгнення військ Варшавського договору несуть всі країни колишнього Радянського Союзу, включно з країнами Балтії та Україною. |
| — Войтех Філіп | |

За словами Філіпа, нинішня Росія не несе відповідальности за дії СРСР, і ті, хто вважають інакше, виходять просто з власної антиросійської позиції, а не з історичних фактів, які, на думку чеського комуніста, «тотально фальсифікуються».
Чеський історик Петр Блажек з Інституту вивчення тоталітарних режимів заяивив, що лідер чеських комуністів намагається заплутати ситуацію:
|               | Радянським блоком тоді керував Радянський Союз. Принципом комуністичної системи є централізація. Це як в армії: не має значення, хто якої національності, бо вся система закладалася на комуністичній номенклатурі. Абсурдно звинувачувати Україну і країни Балтії в діях Радянського Союзу, бо вони самі були жертвами радянської окупації. Це були окуповані країни – країни Балтії були окуповані Радянським Союзом від 1939 року, а Україна – від 1920-х років. Це – абсурд! Войтєх Філіп використовує таку ж логіку, як ті, хто говорить про «польські табори смерті» замість того, щоб казати «нацистські табори смерті». Це – просто абсурд. |
| — Петр Блажек | |

Посольство України в Чехії висловило впевненість, що це робиться на замовлення російського керівництва: «Цілком зрозуміло, що ця спроба була зроблена на замовлення Кремля саме зараз, щоб він міг позбутися відповідальности за свої злочини саме в той час, коли чехи та словаки відзначають 50-річчя великої трагедії обох народів», — мовиться у заяві посольства України в Чехії.